# Spațiul Schengen

Harta Europei pe care sunt indicate statele spațiului Schengen. Indicate în gri sunt statele din afara acordului, în albastru închis sunt indicate țările spațiului propriu-zis de liberă circulație. Cu galben sunt indicate țările care implementează aquis-ul Schengen și care sunt în proces de aderare. Deși este țară membră a Uniunii Europene, Irlandei i s-a permis să nu implementeze acordul Schengen pe teritoriul său.

Spațiul Schengen (engleză /ˈʃɛŋən/ SHENG-ən, Lang [ˈʃæŋən] ⓘ) cuprinde țări europene care au eliminat oficial controalele la frontierele lor comune. Ca element al politicii mai largi a spațiului de libertate, securitate și justiție (AFSJ) a Uniunii Europene (UE), funcționează în mare parte ca o singură jurisdicție sub o politică comună de vize pentru scopurile călătoriilor internaționale. Spațiul poartă numele Acordului Schengen din anul 1985 și Convenției Schengen din anul 1990, ambele semnate în Schengen, Luxemburg.
Dintre cele 27 de state membre ale UE, 25 fac parte din Spațiul Schengen. Cipru și Irlanda sunt singurele state membre ale UE care nu fac parte din Spațiul Schengen. Cipru își propune să devină parte a Zonei Schengen până la sfârșitul anului 2025. Țara este obligată prin tratat să adere în viitor, dar participarea sa a fost complicată din cauza situației sale geopolitice predominante după invazia și ocuparea Ciprului de Nord de către Turcia din 1974. Irlanda menține o excepție și aplică propria politică de vize.
În plus față de statele membre ale Uniunii Europene, toate statele membre ale Asociației Europene de Liber Schimb, și anume Islanda, Liechtenstein, Norvegia și Elveția, au semnat acorduri de asociere cu UE pentru a face parte din Spațiul Schengen. Mai mult, teritoriile a patru microstate – Andorra, Monaco, San Marino și Vatican – sunt de facto incluse în Spațiul Schengen datorită dimensiunii lor mici și dificultății de a menține controale active la frontieră.
Spațiul Schengen are o populație de peste 450 de milioane de persoane și o suprafață de aproximativ 4.595.000 km2 (1.774.000 mi2). Aproximativ 1,7 milioane de persoane fac naveta la locul de muncă peste o frontieră europeană internă în fiecare zi, iar în unele regiuni acești navetiști internaționali constituie până la o treime din forța de muncă. În 2015, au existat 1,3 miliarde de traversări ale frontierelor Schengen în total. 57 de milioane de traversări au fost datorate transportului de mărfuri pe drum, cu o valoare de 2,8 trilioane de euro. Scăderea costului comerțului datorită Schengen variază între 0,42% și 1,59% în funcție de geografie, partenerii comerciali și alți factori. Țările din afara Zonei Schengen beneficiază, de asemenea. Statele din Spațiul Schengen au întărit controalele la frontieră cu țările non-Schengen.

## Istorie

### Frontierele europene înainte de Schengen
Înainte de Primul Război Mondial, majoritatea țărilor din lume, inclusiv cele europene, aveau politici laxe la frontieră, facilitând călătorii educative precum Marele Tur în rândul celor bogați.
Vizele au devenit comune în perioada interbelică, la fel ca și controalele la frontieră. După Al Doilea Război Mondial, însă, au apărut uniuni vamale între diverse țări europene. Țările nordice au permis libera circulație și ședere între ele în 1954, iar țările Benelux și-au deschis frontierele reciproce în 1960. Acest lucru a reflectat o tendință mai mare către integrarea europeană; Comunitățile Europene (CE), precursoarele UE, au fost înființate în anii 1950 pentru cooperare economică, deși nu se ocupau de problemele legate de controlul frontierelor.

### Acordul Schengen
Primul pas către abolirea controalelor la frontieră între statele membre ale CE a avut loc pe data de 14 iunie 1985, odată cu semnarea Acordului Schengen de către cinci membri ai CEE – țările Benelux, precum și Franța și Germania de Vest – din cele zece state membre ale CEE de atunci. Aceste cinci țări au intrat în Acordul Schengen separat de Comunitățile Europene, deoarece nu s-a putut ajunge la un consens între toate statele membre ale CEE.
Acordul a fost completat în anul 1990 de Convenția Schengen, care propunea abolirea controalelor la frontierele interne și o politică comună de vize. Acordurile și regulile adoptate în temeiul acestora au continuat să fie separate de structurile CE și au condus la crearea Zonei Schengen pe data de 26 martie 1995.
Pe măsură ce tot mai multe state membre ale UE au semnat Acordul Schengen, s-a ajuns la un consens privind absorbția acestuia în procedurile UE. Acordul și convențiile aferente au fost încorporate în dreptul comunitar al UE prin Tratatul de la Amsterdam în anul 1997, care a intrat în vigoare în anul 1999. O consecință a faptului că Acordul face parte din dreptul european este că orice modificare sau reglementare se face în cadrul procedurilor sale, în care membrii non-UE nu participă.
Regatul Unit, Dependințele Coroanei și Republica Irlanda operează o Zona Comună de Călătorie (CTA) din 1923 (cu călătorii fără pașaport și libertate de circulație între ele), dar Regatul Unit nu ar elimina controalele la frontieră cu alte țări și, prin urmare, a optat pentru excepție de la Acord. Deși nu a semnat Tratatul Schengen, Republica Irlanda a privit întotdeauna cu mai multă favoare aderarea, dar nu a făcut-o pentru a menține CTA și granița sa deschisă cu Irlanda de Nord.

#### Politica Comună de Vize Schengen
Politica comună de vize permite cetățenilor anumitor țări să intre în Spațiul Schengen prin aer, uscat sau mare fără viză pentru șederi de până la 90 de zile într-o perioadă de 180 de zile. Cetățenii altor țări sunt obligați să aibă o viză fie la sosire, fie în tranzit.

## Membri actuali
În anul 2025, Spațiul Schengen este formată din țări, inclusiv patru care nu sunt membre ale Uniunii Europene – Islanda, Liechtenstein, Norvegia și Elveția. Islanda și Norvegia fac parte din Uniunea Nordică a Pașapoartelor și sunt clasificate oficial ca state asociate activităților Schengen ale Uniunii Europene. Elveția a fost permisă să participe în același mod în anul 2008, iar Liechtenstein în anul 2011.
România și Bulgaria sunt cele mai noi membre ale Zonei Schengen, controalele la frontieră pentru călătoriile aeriene și maritime fiind eliminate pe 31 martie 2024, iar controalele la frontierele terestre fiind eliminate începând cu data de 1 ianuarie 2025, la mai mult de 17 ani după ce au aderat la Uniunea Europeană. În anul 2011, Comisia Europeană a concluzionat că cele două țări îndeplinesc toate criteriile tehnice de aderare, iar participarea lor a fost aprobată de Parlamentul European. Cu toate acestea, aceasta a fost respinsă de Consiliul Miniștrilor, unele țări (cum ar fi Danemarca și Finlanda) invocând preocupări legate de deficiențe în măsurile de combatere a corupției și a crimei organizate. Țările de Jos au condiționat aprobarea aderării la Spațiul Schengen de rapoarte pozitive în cadrul Mecanismul de Cooperare și Verificare. Austria a fost ultima țară care a ridicat veto-ul, după o serie de negocieri pentru a aborda preocupările că aceste țări erau o rută majoră de tranzit pentru imigrația ilegală în țară.
Spațiul Schengen include și patru microstate europene –  Andorra, Monaco, San Marino și Vaticanul – care mențin frontiere deschise sau semi-deschise cu alte țări membre Schengen.
Spațiul Schengen include și patru microstate europene –  Andorra, Monaco, San Marino și Vaticanul – care mențin frontiere deschise sau semi-deschise cu alte țări membre Schengen.
Irlanda a negociat excepții de la Schengen și continuă să opereze controale la frontieră cu alte state membre ale UE, în timp ce face parte din Zona Comună de Călătorie fără frontiere cu Regatul Unit (un fost membru al UE care deținea o excepție similară) și Dependințele Coroanei.
| Steag             | Stat             | Suprafață (km²) | Populație   | Aprobare          | Data primei implemetări | Teritorii excluse                                                                       |
| ----------------- | ---------------- | --------------- | ----------- | ----------------- | ----------------------- | --------------------------------------------------------------------------------------- |
| Austria           | Austria          | 83.871          | 8.372.930   | 28 aprilie 1995   | 1 decembrie 1997        |                                                                                         |
| Belgia            | Belgia           | 30.528          | 10.827.519  | 14 iunie 1985     | 26 martie 1995          |                                                                                         |
| Bulgaria          | Bulgaria         | 110.994         | 6.885.868   | 25 aprilie 2005   | 31 martie 2024          |                                                                                         |
| Cehia             | Republica Cehă   | 78.866          | 10.512.397  | 1 mai 2004        | 21 decembrie 2007       |                                                                                         |
| Croația           | Croația          | 56.542          | 4.302.847   | 9 decembrie 2011  | 1 ianuarie 2023         |                                                                                         |
| Danemarca         | Danemarca        | 43.094          | 5.547.088   | 19 decembrie 1996 | 25 martie 2001          | Groenlanda Insulele Feroe                                                               |
| Elveția           | Elveția          | 41.285          | 7.760.477   | 26 octombrie 2004 | 12 decembrie 2008       |                                                                                         |
| Estonia           | Estonia          | 45.226          | 1.340.274   | 1 mai 2004        | 21 decembrie 2007       |                                                                                         |
| Finlanda          | Finlanda         | 338.145         | 5.350.475   | 19 decembrie 1996 | 25 martie 2001          |                                                                                         |
| Franța            | Franța           | 674.843         | 64.709.480  | 14 iunie 1985     | 26 martie 1995          | Franța de peste mări (Departamentele și Teritoriile de peste Mări, prescurtat: DOM-TOM) |
| Germania          | Germania         | 357.050         | 81.757.595  | 14 iunie 1985     | 26 martie 1995          |                                                                                         |
| Grecia            | Grecia           | 131.990         | 11.125.179  | 6 noiembrie 1992  | 26 martie 2000          |                                                                                         |
| Islanda           | Islanda          | 103.000         | 318.755     | 19 decembrie 1996 | 25 martie 2001          |                                                                                         |
| Italia            | Italia           | 301.318         | 60.397.353  | 27 noiembrie 1990 | 26 octombrie 1997       |                                                                                         |
| Letonia           | Letonia          | 64.589          | 2.248.961   | 1 mai 2004        | 21 decembrie 2007       |                                                                                         |
| Lituania          | Lituania         | 65.303          | 3.329.227   | 1 mai 2004        | 21 decembrie 2007       |                                                                                         |
| Luxemburg         | Luxembourg       | 2.586           | 502.207     | 14 iunie 1985     | 26 martie 1995          |                                                                                         |
| Malta             | Malta            | 316             | 416.333     | 1 mai 2004        | 21 decembrie 2007       |                                                                                         |
| Norvegia          | Norvegia         | 385.155         | 4.854.824   | 19 decembrie 1996 | 25 martie 2001          | SvalbardMayen                                                                           |
| Polonia           | Polonia          | 312.683         | 38.163.895  | 1 mai 2004        | 21 decembrie 2007       |                                                                                         |
| Portugalia        | Portugalia       | 92.391          | 10.636.888  | 25 iunie 1992     | 26 martie 1995          |                                                                                         |
| România           | Romania          | 238.391         | 19.328.560  | 25 aprilie 2005   | 31 martie 2024          |                                                                                         |
| Slovacia          | Slovacia         | 49.037          | 5.424.057   | 1 mai 2004        | 21 decembrie 2007       |                                                                                         |
| Slovenia          | Slovenia         | 20.273          | 2.054.119   | 1 mai 2004        | 21 decembrie 2007       |                                                                                         |
| Spania            | Spania           | 506.030         | 46.087.170  | 25 iunie 1992     | 26 martie 1995          | orașele Ceuta și Melilla                                                                |
| Suedia            | Suedia           | 449.964         | 9.347.899   | 19 decembrie 1996 | 25 martie 2001          |                                                                                         |
| Țările de Jos     | Țările de Jos    | 41.526          | 16.576.800  | 14 iunie 1985     | 26 martie 1995          | Aruba Curaçao Sint Maarten Țările de Jos Caraibiene                                     |
| Ungaria           | Ungaria          | 93.030          | 10.013.628  | 1 mai 2004        | 21 decembrie 2007       |                                                                                         |
| Uniunea Europeană | Spațiul Schengen | 4.312.099       | 419.392.429 | 14 iunie 1985     | 26 martie 1995          |                                                                                         |

State care nu sunt membre ale Spațiului Schengen, dar au frontiere deschise cu state care aparțin Spațiului Schengen:
| Statul     | Frontiere comune cu statul Schengen |
| ---------- | ----------------------------------- |
| Monaco     | Franța                              |
| San Marino | Italia                              |
| Vatican    | Italia                              |

## Etapele admiterii României în spațiul Schengen
- Transmiterea de către România a unei Declarații de pregătire
- Transmiterea, de către Secretariatul General, a unui chestionar extins care va conține întrebări detaliate despre toate aspectele relevante pentru implementarea și aplicarea prevederilor Schengen
- Completarea de către România a chestionarului și transmiterea acestuia către Consiliul UE
- Vizite de evaluare, întrebări suplimentare, chestionare etc.
- Redactarea unui raport care va analiza stadiul de pregătire a fiecărui stat membru
- Decizia Consiliului UE cu privire la eliminarea controalelor la frontierele interne.
- În Consiliul Miniștrilor de Interne și Justiție din 7 și 8 martie 2013, s-a hotărât să se amâne pentru sfârșitul anului 2013 o eventuală decizie de admitere a Bulgariei, României și Croației la Spațiul Schengen.[35]
- În mai 2018, Parlamentul European a cerut adeziunea Bulgariei, Croației și României la Spațiul Schengen.[36]
- 8 iulie 2021 e ziua când  Parlamentul European a decis cu peste 500 de voturi că România, Bulgaria și Croația trebuie să fie primite în spațiul Schengen.
- În 30 Decembrie 2023, Consiliul Uniunii Europene decide aderarea României și Bulgariei la Spațiul Schengen cu frontierele aeriene și maritime.
- În 31 Martie 2024, România si Bulgaria au devenit parțial membre ale Spațiului Schengen cu frontierele aeriene si maritime.
- În data de 1 ianuarie 2025, România și Bulgaria au devenit membre ale Spațiului Schengen inclusiv cu frontierele terestre.

## Extinderea potențială
Procedura de intrare în Spațiul Schengen presupune evaluarea anumitor criterii de către Comisia Europeană. Aceste criterii includ legislația privind controlul la frontieră, infrastructura și organizarea, protecția datelor cu caracter personal, vize, deportări, cooperarea polițienească și altele. După o evaluare pozitivă, membrii Schengen ai Consiliului Uniunii Europene decid în unanimitate, împreună cu Parlamentul European, acceptarea noului membru.

### Cipru
Cipru, ca stat membru al UE, este obligat prin Tratatele sale de aderare să adere eventual la Spațiul Schengen. Cu toate acestea, înainte de a implementa pe deplin regulile Schengen, statul trebuie să își evalueze pregătirea în patru domenii: frontierele aeriene, vize, cooperarea polițienească și protecția datelor cu caracter personal. Acest proces de evaluare implică un chestionar și vizite ale experților UE la instituții și locuri de muncă selectate din țara evaluată.
Deși Cipru, care a aderat la UE pe data de 1 mai 2004, este obligat legal să adere la Spațiul Schengen, implementarea a fost amânată din cauza conflictului din Cipru. Potrivit fostului ministru de externe al Ciprului, Giorgos Lillikas, „controlul strict și deplin bazat pe Schengen va crea o mare tribulație zilnică pentru Ciprioții turci” din Ciprul de Nord, și nu este clar dacă acest control este posibil înainte de rezolvarea conflictului. Bazele Suverane Britanice Akrotiri și Dhekelia, un Teritoriu Britanic de peste mări care se află în afara UE, necesită, de asemenea, „alte mecanisme și abordări”. Akrotiri și Dhekelia nu au control la frontieră cu Cipru, dar au propriul control la frontieră la baza lor aeriană.
În noiembrie 2019, ministrul de externe al Ciprului, Nikos Christodoulides, a dezvăluit că Cipru a început oficial procesul de aderare la Spațiul Schengen în septembrie. În iulie 2023, Cipru a aderat la Sistemul de Informații Schengen (SIS), care permite cooperarea în materie de criminalitate, imigrație și alte aspecte legate de securitate în cadrul Zonei Schengen. În luna octombrie a anului 2023, comisia urma să „verifice dacă sunt îndeplinite condițiile necesare pentru aplicarea acquis-ului Schengen în domeniul Sistemului de Informații Schengen”. Președintele cipriot Nikos Christodoulides se așteaptă ca țara să fie pregătită să adere la Spațiul Schengen până la sfârșitul anului 2025.

### Gibraltar

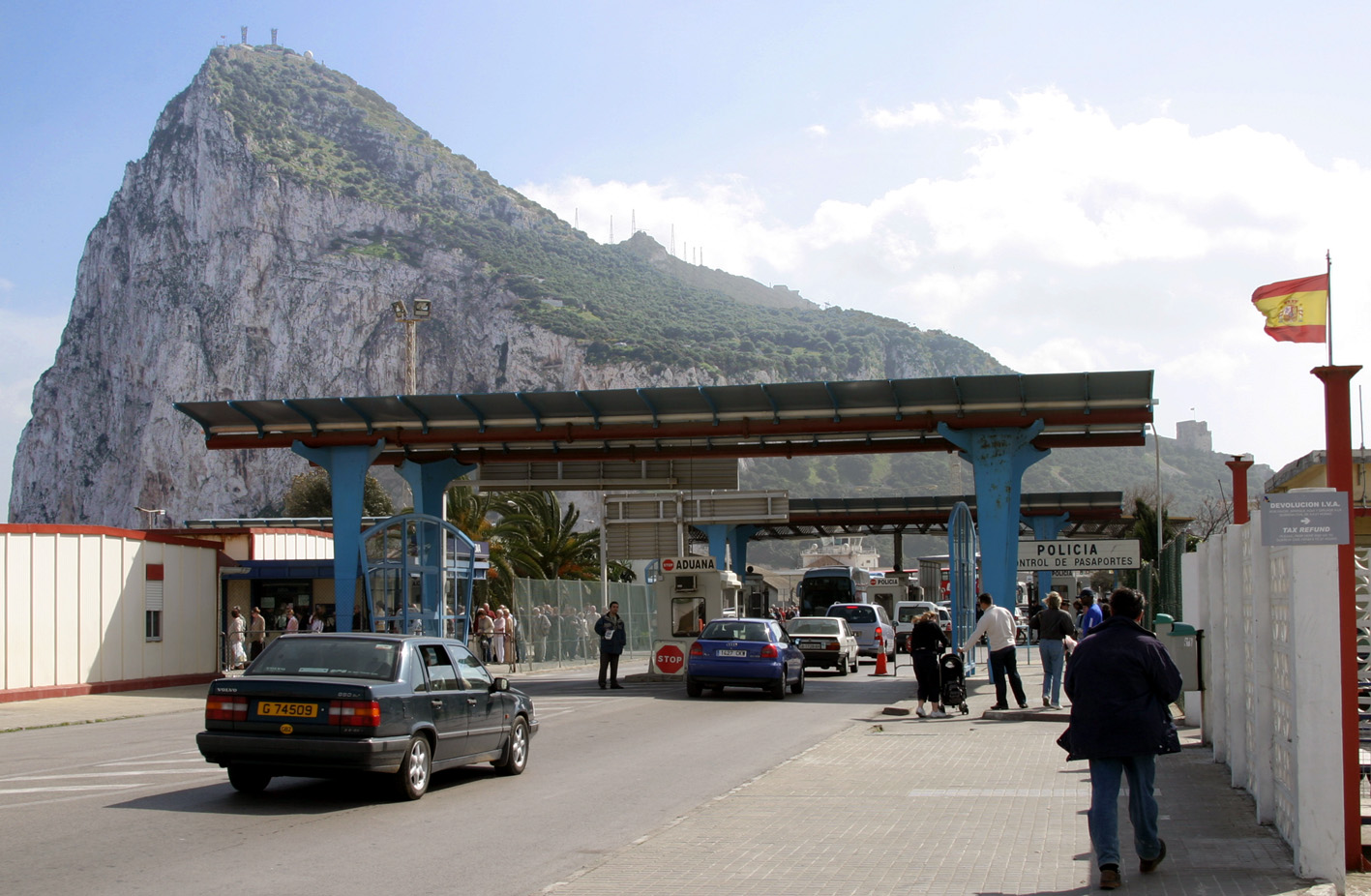
Granita Gibraltar/Spania în 2004, cu Stânca Gibraltar în fundal

Ca urmare a Brexitului, Gibraltar a încetat să mai facă parte din Uniunea Europeană pe data de 31 ianuarie 2020, deși, pentru majoritatea scopurilor, a fost tratat ca parte a UE în timpul fazei de tranziție până pe 31 decembrie 2020. La fel ca Regatul Unit, Gibraltar nu a făcut parte din Spațiul Schengen, dar, spre deosebire de Regatul Unit, Gibraltar a fost, de asemenea, în afara Uniunii Vamale a UE. Datorită unei declarații depuse de Regatul Unit la CEE în anul 1982, în vederea intrării în vigoare a Legii Naționalității Britanice din 1981, gibraltarienii au fost considerați cetățeni britanici în scopul dreptului comunitar și, ca atare, au beneficiat de libertate de circulație deplină în cadrul Spațiul Economic European și Elveția. În timpul perioadei de tranziție Brexit până pe 31 decembrie 2020, Gibraltar a fost în continuare tratat, pentru majoritatea scopurilor, ca un teritoriu al UE.
Pe data de 31 decembrie 2020, guvernele Spaniei și Regatului Unit (consiliate de Guvernul Gibraltarului) au ajuns la un acord de principiu privind un cadru pentru un tratat UE-Regatul Unit privind aspecte ale relației viitoare a Gibraltarului cu Uniunea Europeană. Atât Spania, cât și Șeful Misiunii Regatului Unit la Uniunea Europeană au indicat ulterior Comisiei Europene dorința lor ca un astfel de acord să fie negociat și ca UE să caute un mandat în acest scop.
Șeful Guvernului Gibraltarului Fabian Picardo a declarat că se așteaptă ca acordul, care se va aplica pentru o perioadă inițială de patru ani, să facă din portul și aeroportul Gibraltarului puncte de intrare în Spațiul Schengen. Aceste puncte de intrare vor fi gestionate de o operațiune Frontex. Spania, ca stat membru Schengen vecin, va fi responsabilă în ceea ce privește Uniunea Europeană pentru implementarea acquis-ului Schengen. Se așteaptă ca rezidenții Gibraltarului, indiferent de naționalitatea lor, să beneficieze de mobilitate maximă și nerestricționată către Spațiul Schengen. Cetățenii Regatului Unit care nu sunt rezidenți ai Gibraltarului vor fi supuși controalelor pentru cetățeni de țări terțe atunci când intră în Gibraltar prin portul sau aeroportul Gibraltarului. Se așteaptă ca controlul pentru cetățeni de țări terțe să implice două controale, unul de către Agenția pentru Frontiere și Garda de Coastă a Gibraltarului, care permite intrarea în Gibraltar, și unul de către Frontex, care permite intrarea în Spațiul Schengen. Picardo a comparat acest aranjament cu controalele juxtapuse din stațiile Eurostar, deși a recunoscut că situația de acolo este ușor diferită.
Pe 31 decembrie 2020, ministrul de externe al Spaniei, Arancha González Laya, a declarat că se așteaptă ca negocierea și încheierea unui tratat să dureze aproximativ șase luni, dar că, în acest timp, Spania va lucra pentru a asigura că mobilitatea la graniță va fi „cât mai fluidă posibil”.
Pe lângă mobilitatea nerestricționată a persoanelor, negocierile vor aborda, de asemenea, mobilitatea maximă și nerestricționată a mărfurilor între Gibraltar și Uniunea Europeană și vor lua în considerare aspecte legate de mediu, concurență echitabilă, coordonarea securității sociale, drepturile cetățenilor, datele și aspecte legate de continuarea recunoașterii documentelor.
Pe 6 octombrie 2021, UE a acceptat să deschidă negocieri formale cu Regatul Unit, anticipând un acord privind Gibraltar, iar negocierile au început imediat după aceea. Acestea erau în desfășurare în februarie 2022; speranțele erau să se încheie în primăvara anului 2022.

## Teritoriile statelor Schengen din afara Zonei Schengen
Există teritorii ale statelor membre Schengen care sunt exceptate de la Acordul Schengen. Singurele zone ale statelor membre Schengen situate în Europa, dar excluse, sunt Insulele Feroe și Svalbard. Până în 2008, când Elveția a aderat la Spațiul Schengen, exclava germană Büsingen am Hochrhein, un mic sat din Baden-Württemberg, a rămas în afara Zonei Schengen, fiind complet înconjurată de Elveția.

### Teritoriile franceze
Departamentele franceze de peste mări Guyana Franceză, Guadelupa, Martinica, Mayotte și Réunion, precum și colectivitatea de peste mări Saint Martin fac parte din Uniunea Europeană, dar nu fac parte din Spațiul Schengen; astfel, nu se poate călători acolo cu un viză Schengen. Dispozițiile privind libertatea de mișcare ale UE se aplică, dar fiecare teritoriu își gestionează propriul regim de vize pentru cetățenii care nu fac parte din Spațiul Economic European (SEE) și care nu sunt elvețieni. Deși o viză valabilă pentru unul dintre aceste teritorii va fi valabilă pentru toate, listele de scutire de vize diferă. O viză Schengen, chiar și una emisă de Franța, nu este valabilă pentru aceste teritorii. O viză pentru Sint Maarten (care este valabilă pentru călătoria pe partea olandeză a insulei Saint Martin) este valabilă și pentru partea franceză. Franța are, de asemenea, mai multe teritorii care nu fac parte nici din UE, nici din Spațiul Schengen. Acestea sunt: Polinezia Franceză, Teritoriile Australe și Antarctice Franceze, Noua Caledonie, Saint Barthélemy, Saint-Pierre și Miquelon și Wallis și Futuna.

### Teritoriile olandeze
Doar teritoriul european al Țărilor de Jos face parte din Spațiul Schengen. Șase teritorii olandeze din Caraibe se află în afara Zonei. Trei dintre aceste teritorii – Bonaire, Sint Eustatius și Saba (cunoscute colectiv sub numele de Insulele BES) – sunt municipalități speciale din cadrul Țărilor de Jos. Celelalte trei – Aruba, Curaçao și Sint Maarten – sunt țări autonome în cadrul Regatului Țărilor de Jos. Toate insulele își păstrează statutul de Țări și teritorii de peste mări și, prin urmare, nu fac parte din Uniunea Europeană. Cele șase teritorii au un sistem de vize separat față de partea europeană a Țărilor de Jos, iar persoanele care călătoresc între aceste insule și Spațiul Schengen sunt supuse unor controale de frontieră complete, fiind necesar un pașaport chiar și pentru cetățenii UE/Schengen, inclusiv olandezi (cărțile de identitate nu sunt acceptate).

### Teritoriile norvegiene
Svalbard face parte din Norvegia și are un statut special conform dreptului internațional. Nu face parte din Spațiul Schengen. Nu există un regim de vize pentru Svalbard, nici pentru intrare, reședință sau muncă, dar este dificil să vizitezi Svalbard fără a călători prin Spațiul Schengen, deși există zboruri charter din Rusia. Din 2011, guvernul norvegian a impus controale sistematice la frontieră pentru persoanele care doresc să intre și să părăsească Svalbard, solicitând un pașaport sau carte de identitate pentru cetățenii non-norvegieni. Ca urmare, granița dintre Svalbard și restul Norvegiei este tratată în mare măsură ca orice altă graniță externă Schengen. O viză Schengen trebuie să fie cu intrare multiplă pentru a permite revenirea în Norvegia. Nu există un sistem de asistență socială sau azil pentru imigranți pe Svalbard, iar persoanele incapabile să se întrețină pot fi trimise înapoi.

### Teritoriile daneze
Teritoriile daneze ale Insulelor Feroe și Groenlandei nu fac parte nici din Uniunea Europeană, nici din Spațiul Schengen, iar vizele pentru Danemarca nu sunt valabile automat în aceste teritorii. Cu toate acestea, ambele teritorii nu au controale la frontieră pentru sosirile din Spațiul Schengen, iar transportatorii aerieni sau maritimi sunt responsabili pentru efectuarea verificărilor documentelor înainte de îmbarcare, așa cum este obișnuit pentru călătoriile din interiorul Zonei Schengen. Cetățenii țărilor UE/EFTA pot călători în Insulele Feroe folosind un pașaport sau o carte de identitate națională și în Groenlanda folosind un pașaport, dar cetățenii Danemarcei, Finlandei, Islandei, Norvegiei sau Suediei pot folosi orice formă de identificare acceptabilă, cum ar fi permisele de conducere sau cardurile bancare cu identificare; deși acest lucru este descurajat, deoarece aeronavele ar putea fi deviate către Scoția în caz de vreme nefavorabilă.

## Microstatele europene

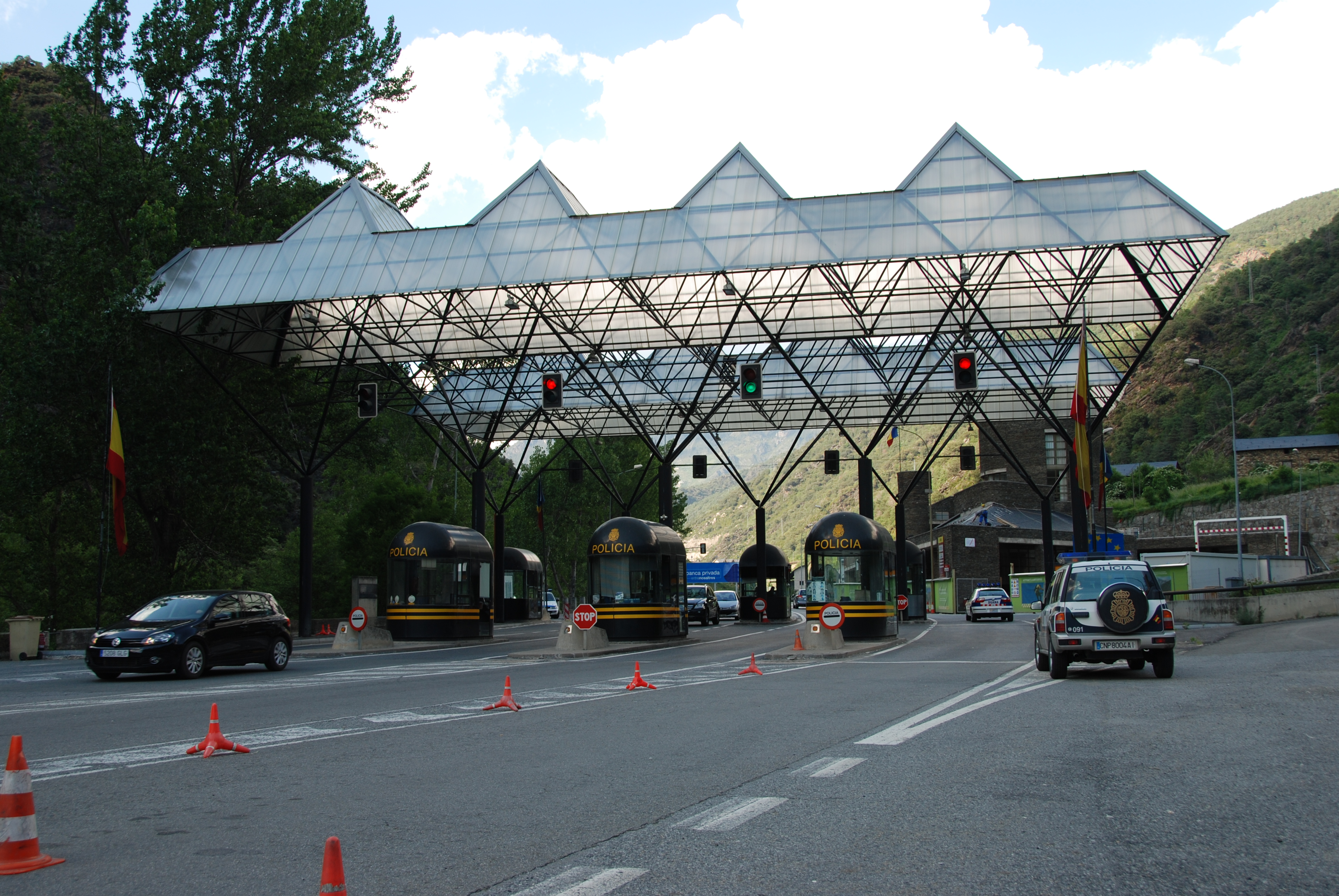
Punctul de control de frontieră din La Farga de Moles de pe Granița Andorra-Spania

Andorra, Monaco, San Marino și Vatican nu fac parte oficial din Spațiul Schengen, dar sunt considerate de facto în interiorul Zonei Schengen, deoarece au granițe deschise sau semi-deschise și nu efectuează controale sistematice la frontieră cu țările Schengen care le înconjoară. Unele legi naționale conțin textul „țări împotriva cărora nu se efectuează controlul la frontieră pe baza Acordului Schengen și a regulamentului UE 562/2006”, ceea ce include microstatele și alte zone non-UE cu granițe deschise.
În anul 2015, Andorra, Monaco și San Marino au început negocieri pentru un Acord de Asociere cu UE. Monaco a părăsit negocierile în anul 2023, în timp ce un acord pentru Andorra și San Marino era așteptat să fie încheiat în 2024. Ambasadorul Andorrei în Spania, Jaume Gaytán, a declarat în 2015 că speră ca acordul să includă dispoziții pentru a face aceste state membre asociate ale Acordului Schengen. Cu toate acestea, textul final a vizat doar libera circulație a persoanelor și nu aspectele legate de controlul la frontieră. Totuși, pe data de 30 mai 2024, Consiliul Uniunii Europene a autorizat deschiderea negocierilor pentru acorduri între Uniunea Europeană și Andorra, respectiv San Marino, pentru a crea o bază legală pentru absența controalelor la frontieră între aceste țări și Spațiul Schengen.

### Principatul Andorra
Andorra, o țară fără ieșire la mare, nu are un aeroport sau port maritim, dar dispune de mai multe heliporturi. Vizitatorii pot accesa țara doar pe cale rutieră sau cu elicopterul prin țările Schengen Franța sau Spania. Andorra nu efectuează controale sistematice la frontieră cu Franța sau Spania. Există puncte de control la frontieră, iar controalele la frontieră pot fi efectuate în sens invers, dar acestea se concentrează mai ales pe controlul vamal (Andorra are taxe considerabil mai mici decât vecinii săi, cu o cotă standard de TVA de doar 4,5%). Andorra nu impune cerințe de viză. Cetățenii țărilor UE au nevoie fie de o carte de identitate națională, fie de un pașaport pentru a intra în Andorra, în timp ce orice altă persoană are nevoie de un pașaport sau echivalent. Vizele Schengen sunt acceptate, dar cei care au nevoie de viză pentru a intra în Spațiul Schengen au nevoie de o viză cu intrare multiplă pentru a vizita Andorra, deoarece intrarea în Andorra înseamnă părăsirea Zonei Schengen, iar reintrarea în Franța sau Spania este considerată o nouă intrare în Spațiul Schengen. Cetățenii andorrani nu primesc un ștampilă de pașaport atunci când intră și ies din Spațiul Schengen. Începând cu iunie 2024, Ministerul Federal de Externe al Germaniei raportează că Andorra are o granită deschisă de facto cu Spania și Franța.

### Principatul Liechtenstein
Liechtenstein este, de asemenea, o țară fără ieșire la mare și nu are un aeroport internațional. Face parte din Spațiul Schengen din 2011. Nu are un punct de control la frontieră la heliportul Balzers, deoarece zborurile către și din Balzers trebuie să fie către sau din Spațiul Schengen. Liechtenstein nu eliberează vize și, ca atare, recomandă vizitatorilor să solicite o viză într-o altă țară Schengen.

### Principatul Monaco
Monaco are o graniță deschisă cu Franța. Legile Schengen sunt aplicate ca și cum ar face parte din UE, ca urmare a acordurilor bilaterale cu Franța, iar vizele Schengen sunt acceptate. Atât autoritățile franceze, cât și cele monegasce efectuează controale la portul maritim și heliportul Monaco.

### Republica San Marino
San Marino are o graniță deschisă cu Italia, deși unele controale aleatorii sunt efectuate de Guardia di Finanza a Italiei și de Guardia di Rocca a San Marino.

### Statul Vatican
Vaticanul are o graniță deschisă cu Italia. Cu toate acestea, nu există o uniune vamală între Italia și Vatican, astfel că vehiculele pot fi supuse unor controale la frontieră. Controalele de frontieră tipice nu ar fi potrivite în Vatican, datorită dimensiunilor sale reduse, numărului mare de vizitatori pietoni și poziției sale unice ca enclavă în interiorul Romei. În 2006, Vaticanul a manifestat interes pentru aderarea la Acordul Schengen, în scopul unei cooperări mai strânse în schimbul de informații și activități similare acoperite de Sistemul de Informații Schengen.

## Excepții

### Danemarca
Danemarca menține o excepție (opt-out) din politica mai largă a Spațiului de Libertate, Securitate și Justiție (AFSJ), dar a adoptat Aquisul Schengen pe bază interguvernamentală, cu o excepție pentru teritoriile autonome ale Groenlandei și Insulele Feroe. Ca urmare a acestei excepții, Danemarca nu are drept de vot în ceea ce privește introducerea sau revocarea măsurilor aplicate Zonei Schengen.

### Irlanda și Regatul Unit
Când statele UE negociau includerea Acordului Schengen în UE prin Tratatul de la Amsterdam, Irlanda și Regatul Unit erau singurele state membre care nu semnaseră Acordul. Regatul Unit nu dorea să adere, iar Irlanda dorea să-și mențină Zona Comună de Călătorie cu Regatul Unit și insulele asociate, un aranjament care ar fi incompatibil cu apartenența la Schengen atâta timp cât Regatul Unit rămânea în afara acestuia. Ca urmare, ambele au negociat o excepție (opt-out) din partea tratatului care urma să încorporeze regulile Schengen (sau acquis) în dreptul UE atunci când acesta a intrat în vigoare la 1 mai 1999. Conform protocolului relevant, oricare dintre ele poate solicita participarea la anumite aspecte ale acquis-ului Schengen, dar aceasta este supusă aprobării statelor Schengen.
La 31 ianuarie 2020, Regatul Unit a părăsit Uniunea Europeană, iar protocolul a încetat să se mai aplice. Irlanda va continua să opereze Zona Comună de Călătorie și nu va adera la Spațiul Schengen în viitorul previzibil, deoarece dorește să-și mențină deschisă granița terestră cu Regatul Unit.
În 1999, Regatul Unit a solicitat oficial participarea la anumite dispoziții ale acquis-ului Schengen – Titlul III privind Cooperarea Polițienească, de Securitate și Judiciară, iar această solicitare a fost aprobată de Consiliul Uniunii Europene la data de 29 mai 2000. Participarea formală a Regatului Unit la domeniile de cooperare aprobate anterior a fost pusă în aplicare printr-o decizie a Consiliului din anul 2004, care a intrat în vigoare la 1 ianuarie 2005.  Deși Regatul Unit nu făcea parte din Spațiul Schengen fără controale la frontieră, acesta a folosit Sistemul de Informații Schengen, o bază de date guvernamentală folosită de țările europene pentru a stoca și distribui informații despre persoane și bunuri. Acest lucru a permis Regatului Unit să schimbe informații cu țările care fac parte din Acordul Schengen, adesea pentru cooperarea în domeniul aplicării legii. În 2020, Regatul Unit și-a declarat intenția de a se retrage din aceste aranjamente la sfârșitul perioadei sale de tranziție, ceea ce a făcut la 31 decembrie 2020.
În schimb, deși Irlanda a depus inițial o solicitare de participare la acquis-ul Schengen în anul 2002, care a fost aprobată de Consiliul Uniunii Europene, această decizie a durat aproape optsprezece ani pentru a fi pusă în aplicare. În februarie 2010, ministrul irlandez al Justiției, ca răspuns la o întrebare parlamentară, a declarat: „Măsurile care vor permite Irlandei să îndeplinească cerințele Schengen sunt în curs de progres”. Irlanda a aderat la aspectul legat de aplicarea legii al SIS II la data de 1 ianuarie 2021, cu planuri de a avea „capacitate operațională deplină” două luni mai târziu. Irlanda este conectată la Sistemul de Informații Schengen (SIS II) și verifică sistematic toate documentele de identitate pe SIS II la aeroporturi și porturile de intrare desemnate (inclusiv zborurile din Regatul Unit).

## Economie
Comerțul total dintre oricare două țări din Spațiul Schengen crește cu aproximativ 0,1% pe an. Aceeași creștere a comerțului se obține pentru fiecare creștere anuală de 1% a imigrației între țări. În medie, la fiecare frontieră, eliminarea controalelor este echivalentă cu eliminarea unui tarif de 0,7%, iar economiile de costuri pe o rută comercială cresc odată cu numărul de frontiere interne traversate. Țările din afara Zonei Schengen beneficiază și ele.

### Mișcarea persoanelor
Aproximativ 1,7 milioane de persoane fac naveta la locul de muncă peste o graniță europeană în fiecare zi, iar în unele regiuni aceste persoane reprezintă până la o treime din forța de muncă. De exemplu, 2,1% din lucrătorii din Ungaria lucrează în altă țară, în principal în Austria și Slovacia. În fiecare an, există 1,3 miliarde de traversări ale frontierelor Schengen în total. 57 de milioane de traversări sunt datorate transportului de mărfuri pe drumuri, cu o valoare de 2,8 trilioane de euro în fiecare an. Comerțul de mărfuri este afectat mai puternic decât comerțul de servicii, iar scăderea costului comerțului variază între 0,42% și 1,59% în funcție de geografie, partenerii comerciali și alți factori.

### Tranzitul mărfurilor
Documentul Administrativ Unic (SAD) este un formular de declarație vamală utilizat pentru mărfurile care intră sau ies din Uniunea Europeană. Comercianții și agenții pot folosi SAD pentru a declara importul, exportul, tranzitul și declarațiile de statut comunitar în situații de procesare manuală.
Procedura Convenția TIR este utilizată pentru operațiunile de tranzit care încep, se încheie sau trec printr-o țară terță, non-UE, care este semnatară a convenției.
Un Document de Însoțire a Tranzitului (TAD) poate fi emis la punctul de plecare sau de către un expeditor autorizat. Acesta include un cod de bare și numărul de referință al mișcării care corespunde declarației de tranzit. Acest lucru este util dacă mărfurile sunt deviate sau întârziate.
Numerele EORI reprezintă o legătură oficială cu o adresă înregistrată specifică a unei afaceri implicate în organizarea exportului, importului sau mișcării mărfurilor în UE. Acestea pot lega, de asemenea, înregistrări oficiale (Codul Vamal Uniunii) care descriu natura mărfurilor și identitatea vehiculelor sau a transportatorilor care urmează să fie utilizați.

## Reglementarea frontierelor interne

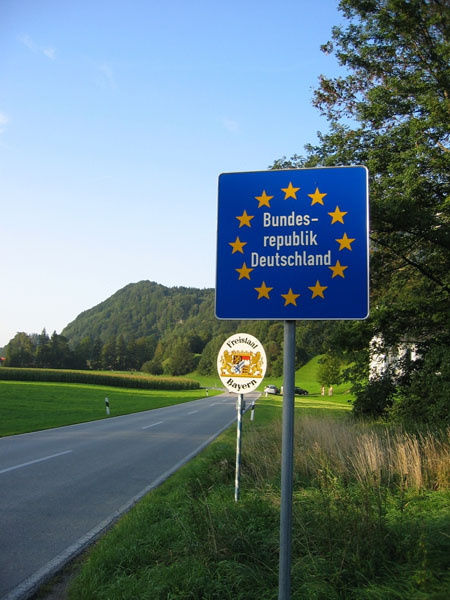
Două semne rutiere pe marginea unei porțiuni deschise a unui drum național cu două benzi.

Înainte de implementarea Acordului Schengen, majoritatea frontierelor din Europa erau patrolate, iar pe continent exista o rețea vastă de puncte de control la frontieră, pentru a verifica identitatea și dreptul de a călători al persoanelor care doreau să se deplaseze dintr-o țară în alta.
De la implementarea regulilor Schengen, punctele de control la frontieră au fost închise (și adesea eliminate complet) între țările participante.
Codul Frontierei Schengen impune statelor participante să elimine toate obstacolele la fluxul liber de trafic la frontierele interne. Astfel, pasagerii rutieri, feroviari și aerieni nu mai sunt verificați de gardieni de frontieră atunci când călătoresc între țările Schengen, deși controalele de securitate efectuate de transportatori sunt încă permise. Conform directivelor UE, tuturor cetățenilor UE li se recomandă să aibă un pașaport sau o carte de identitate națională, deoarece acestea pot fi solicitate.
Ștampilele de pașaport nu sunt niciodată emise atunci când se călătorește între statele membre Schengen, chiar și atunci când controalele la frontieră între statele membre Schengen sunt reintroduse temporar.

### Controale interne
Deși cetățenii UE și AIE care călătoresc în interiorul Zonei Schengen nu sunt obligați să prezinte pașapoarte, cărți de identitate naționale sau alte documente de identitate la o frontieră internă, legile majorității țărilor le cer în continuare să poarte documente de identitate naționale și să le prezinte unei persoane autorizate la cerere. Reguli diferite se aplică altor cetățeni. Este obligația fiecăruia care călătorește în interiorul zonei de a putea prezenta o formă complet valabilă de identificare personală acceptată de alte state Schengen, de obicei una emisă de stat.
Conform regulilor Schengen, hotelurile și alte tipuri de cazare comercială trebuie să înregistreze toți cetățenii străini, inclusiv cetățenii altor state Schengen, solicitând completarea unui formular de înregistrare de către aceștia. Aceasta nu se aplică soților și copiilor minori însoțitori sau membrilor grupurilor de călătorie. În plus, un document de identificare valabil trebuie prezentat managerului sau personalului hotelului. Regulile Schengen nu impun alte proceduri; astfel, statele Schengen sunt libere să reglementeze în continuare detaliile privind conținutul formularelor de înregistrare și documentele de identitate care trebuie prezentate și pot solicita, de asemenea, înregistrarea persoanelor scutite de înregistrare conform legilor Schengen. Aplicarea acestor reguli variază în funcție de țară.
Regulamentul Schengen privind traversarea frontierelor interne descrie controalele pentru străini efectuate de poliție în locuri potrivite din interiorul fiecărei țări.
Uniunea Europeană constituie o uniune vamală și o zonă de taxă pe valoarea adăugată (TVA). Cu toate acestea, nu toate statele Schengen sau întregul teritoriu al statelor Schengen fac parte din uniunea vamală sau din zona TVA. Prin urmare, unele țări efectuează legal controale vamale vizând bunuri ilegale, cum ar fi drogurile.
Controalele de securitate pot fi efectuate legal în porturi și aeroporturi. De asemenea, controalele poliției pot fi efectuate dacă:
- nu au ca obiectiv controlul la frontieră;
- se bazează pe informații și experiență generală a poliției cu privire la posibile amenințări la adresa securității publice și urmăresc, în special, combaterea criminalității transfrontaliere;
- sunt concepute și executate într-un mod clar distinct de controalele sistematice ale persoanelor la frontierele externe;
- sunt efectuate pe baza unor verificări aleatorii.

### Călătoriile aeriene

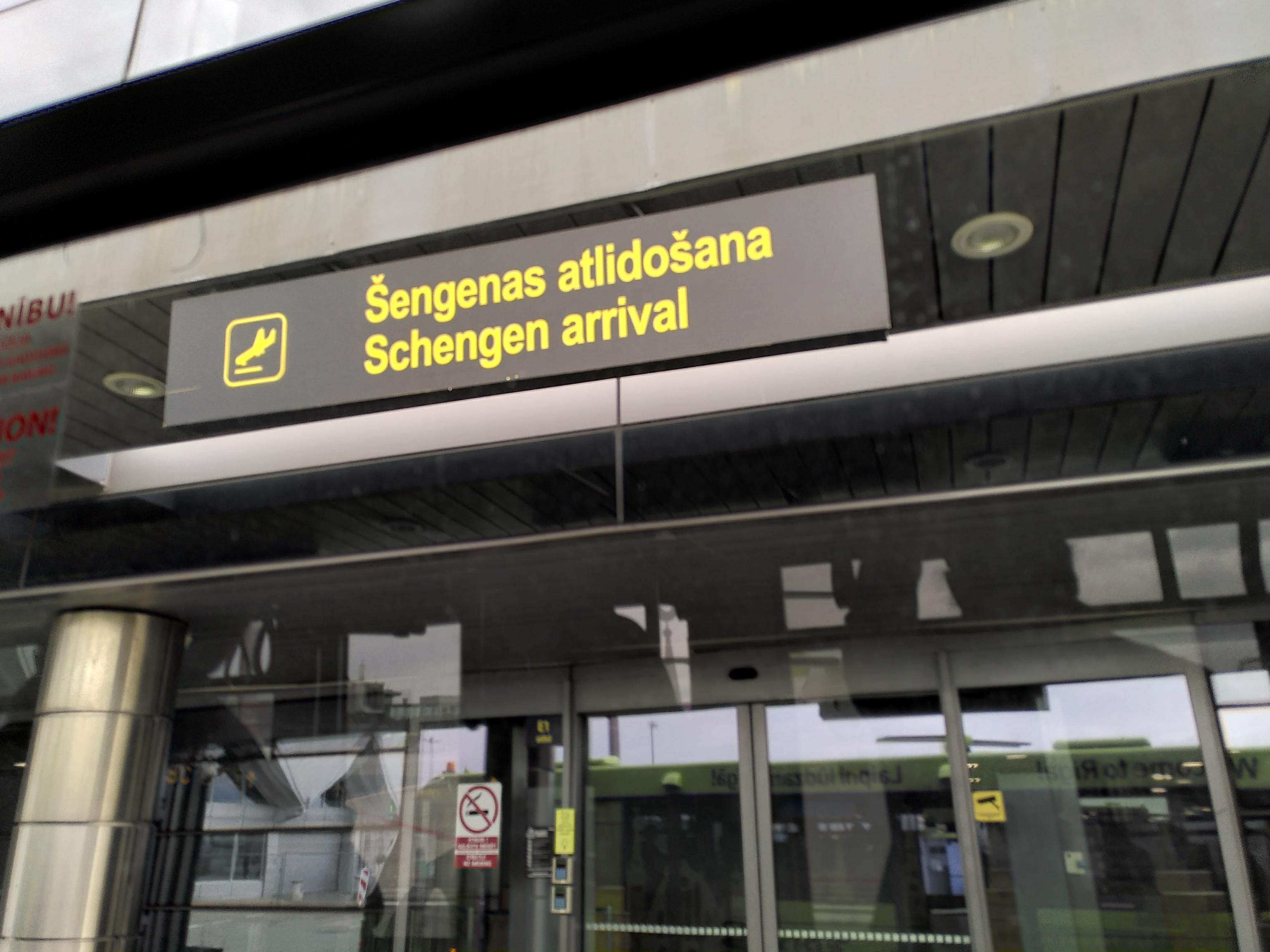
Poarta de sosire Schengen la Aeroportul Rīga (RIX)

Pentru zborurile din interiorul Zonei Schengen (fie între statele membre Schengen, fie în cadrul aceluiași stat membru Schengen), autoritățile de aplicare a legii, autoritățile aeroportuale și companiile aeriene sunt autorizate să efectueze doar controle de securitate asupra pasagerilor și nu pot efectua controale la frontieră. Astfel de controale de securitate pot fi efectuate prin verificarea pașaportului sau a cărții de identitate naționale a pasagerului: o astfel de practică trebuie utilizată doar pentru a verifica identitatea pasagerului (din motive de securitate comercială sau de transport) și nu statutul său de imigrație. Din acest motiv, autoritățile de aplicare a legii, autoritățile aeroportuale și companiile aeriene nu pot solicita pasagerilor care zboară în interiorul Zonei Schengen și care sunt cetățeni ai unor țări terțe să dovedească legalitatea șederii lor prin prezentarea unui viză sau a unui permis de ședere valabil. În plus, conform liniilor directoare ale Comisiei Europene, verificările de identitate ale pasagerilor care zboară în interiorul Zonei Schengen ar trebui să aibă loc doar fie la check-in, fie la intrarea în zona securizată a aeroportului, fie la poarta de îmbarcare: pasagerii nu ar trebui să fie obligați să treacă printr-o verificare a identității lor de mai mult de o dată înainte de zborul lor în interiorul Zonei Schengen. În ciuda acestor principii, verificările de identitate funcționează ca controale practice la frontieră și le afectează pe imigranții ilegali care ajung în Grecia (care până în 2024 nu avea o frontieră terestră cu o altă țară Schengen, deși acele controale la frontieră terestră pot fi reinstituite dacă este necesar) și doresc să zboare către o altă țară Schengen. Cerințele privind documentul de identitate necesar variază în funcție de țară și de compania aeriană. În mod normal, este necesar un pașaport sau o carte de identitate europeană.
Călătorii care se îmbarcă pe zboruri între țările Schengen, dar care provin dintr-o țară terță din afara zonei, sunt obligați să treacă prin controalele de intrare Schengen la sosirea în Spațiul Schengen. Acest lucru se datorează faptului că ruta își are originea în afara Zonei Schengen, iar autoritățile de la destinația finală nu ar avea cum să facă distincția între pasagerii care s-au îmbarcat la origine și cei care s-au alăturat în cursul zborului. În plus, călătorii sunt obligați să treacă prin controalele de ieșire Schengen la plecare.

### Controale temporare la frontieră

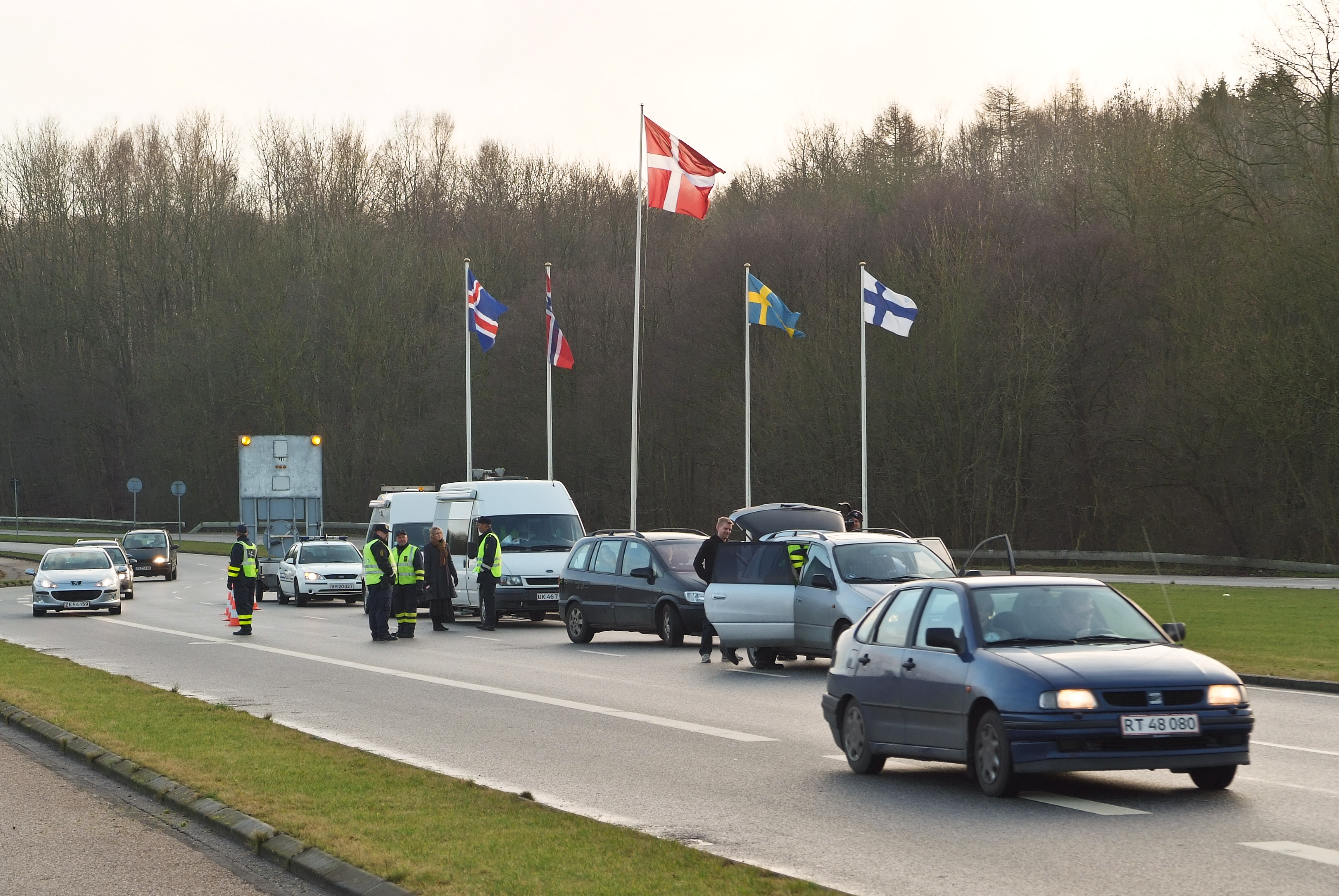
Controale temporare la frontieră efectuate de Poliția Daneză în Kruså la granița internă cu Germania

Un stat membru Schengen este îndreptățit să reintroducă controalele la frontieră cu un alt stat membru Schengen pentru o perioadă scurtă atunci când există o amenințare gravă la adresa „ordinii publice sau securității interne” a acelui stat sau atunci când „controlul unei frontiere externe nu mai este asigurat din cauza unor circumstanțe excepționale”. Atunci când astfel de riscuri apar din cauza unor evenimente previzibile, statul în cauză trebuie să notifice în avans Comisia Europeană și să se consulte cu celelalte state Schengen.
Introducerea controalelor temporare la frontierele interne este o prerogativă a statelor membre. Deși Comisia Europeană poate emite un aviz cu privire la necesitatea și proporționalitatea introducerii controalelor temporare la frontierele interne, nu poate veta sau anula o astfel de decizie dacă este luată de un stat membru.
În luna aprilie a anului 2022, Curtea Europeană de Justiție a clarificat că controalele temporare la frontierele interne nu pot depăși o durată de șase luni pentru aceeași amenințare. Doar în cazul unei noi amenințări grave, „statul membru poate aplica o astfel de măsură din nou, chiar imediat după încheierea perioadei de șase luni”. Decizia a consolidat criticile existente cu privire la controalele cvasi permanente din mai multe state membre din 2015, considerate o încălcare ilegală a Codului Schengen.
În aprilie 2010, Malta a introdus controale temporare din cauza vizitei Papei Benedict al XVI-lea. A reintrodus controalele în anul 2015 în săptămânile din jurul Reuniunii Șefilor de Guvern ale Commonwealth-ului.
Estonia a introdus controale temporare în septembrie 2014 din cauza vizitei președintelui SUA Barack Obama.
Ca răspuns la Criza migrațională europeană din 2015, mai multe țări Schengen au instituit controale la frontieră.
În luna noiembrie a anului 2017, Germania a introdus controale temporare pe zborurile care soseau din Grecia. Între noiembrie 2017 și februarie 2018, din cei 280.000 de pasageri de pe zborurile din Grecia care au fost verificați la sosirea în Germania, 270 au fost refuzați la intrarea în Germania. Pe 12 mai 2018, Germania a încheiat controalele temporare pe zborurile care soseau din Grecia.
În 2019, Danemarca a instituit controale la frontieră cu Suedia din cauza unor atacuri grave comise de cetățeni suedezi.
Ca răspuns la Pandemia de COVID-19 din 2020, aproape toate țările Schengen au instituit controale la frontieră. Mai multe dintre aceste controale au blocat cetățenii țărilor UE/Schengen să intre, au permis doar cetățenii sau rezidenții țării să intre, plus au prioritizat traficul precum transportul de alimente. Pe 27 martie 2020, Comisia Europeană a publicat „Ghiduri privind exercitarea liberei circulații a lucrătorilor în timpul pandemiei de COVID-19”, afirmând că statele membre ar trebui să permită lucrătorilor transfrontalieri „acces neîngrădit” și să asigure „o trecere fără probleme” peste frontierele interne Schengen dacă exercită o „ocupație critică” (cum ar fi profesioniști din domeniul sănătății, lucrători din îngrijire, cercetători în domenii legate de sănătate, lucrători din industria farmaceutică și a serviciilor medicale/alimentației/transporturilor/infrastructurii esențiale, ingineri, profesioniști în Tehnologia Informației și Comunicațiilor, pompieri/polițiști/ofițeri penitenciari/gărzi de securitate, pescari și funcționari publici). În plus, orice screening de sănătate pentru lucrătorii transfrontalieri trebuie să fie efectuat în aceleași condiții ca și pentru naționalii statului membru care exercită aceleași ocupații.
În septembrie 2024, Germania a anunțat că va introduce temporar controale la toate frontierelor sale terestre, pentru a combate migrația neregulată. Controalele urmau să fie în vigoare timp de șase luni.

### Controale la frontieră internă în vigoare din 2015
Tabelul de mai jos enumeră controalele la frontieră internă în vigoare începând cu ianuarie 2025, conform informațiilor pe care statele membre le-au furnizat Comisiei Europene.
| Stat membru   | Frontiere interne                                                            | Motivații oficiale (pot fi variate de-a lungul timpului) | Prima zi           | Ultima zi (planificată în prezent) |
| ------------- | ---------------------------------------------------------------------------- | --- | ------------------ | ---------------------------------- |
| Austria       | Frontiere terestre cu Slovacia și Cehia                                      | Criza migrațională europeană, presiune asupra sistemului de azil, presiune migrațională ridicată la frontiera externă a UE cu Turcia și Balcanii de Vest, amenințarea traficului de arme și a rețelelor criminale din cauza războiului din Ucraina, traficul de persoane | 16 Octombrie 2016  | 15 Aprilie 2025                    |
| Austria       | Frontiere terestre cu Ungaria și Slovenia                                    | Criza migrațională europeană, presiune asupra sistemului de azil, presiune migrațională ridicată la frontiera externă a UE cu Turcia și Balcanii de Vest, amenințarea traficului de arme și a rețelelor criminale din cauza războiului din Ucraina, traficul de persoane | 12 Noiembrie 2024  | 11 Mai 2025                        |
| Bulgaria      | Frontieră terestră și conexiuni feroviare cu România                         | Criza migrațională europeană, presiune migrațională cauzată de crizele din Afganistan, Gaza, Liban și Siria. Impus și acceptat temporar ca o condiție pentru admiterea Bulgariei și României, stabilit prin acordul de la Budapesta                                      | 1 Ianuarie 2025    | 30 Iunie 2025                      |
| Danemarca     | Frontiere terestre și maritime cu Germania; toate frontierele interne        | Criza migrațională europeană, amenințarea terorismului islamist, criminalitatea organizată, contrabanda, invazia Rusiei în Ucraina din 2022, migrația neregulată de-a lungul traseului Central Mediteranean                                                              | 4 Ianuarie 2016    | 11 Mai 2025                        |
| Franța        | Frontiere terestre cu Belgia, Luxemburg, Germania, Elveția, Italia și Spania | Terorism, Criza migrațională europeană, invazia Rusiei în Ucraina din 2022, creșterea fluxurilor de intrare neregulată la frontierele externe | 13 Noiembrie 2015  | 30 Aprilie 2025                    |
| Germania      | Frontieră terestră cu Austria                                                | Terorism, criza migrațională europeană, creșterea migrației neregulate din Turcia prin Balcanii de Vest, presiune asupra sistemului de azil, traficul de persoane | 13 Septembrie 2015 | 15 Septembrie 2025                 |
| Germania      | Frontiere terestre cu Cehia, Polonia și Elveția                              | Terorism, criza migrațională europeană, creșterea migrației neregulate din Turcia prin Balcanii de Vest, presiune asupra sistemului de azil, traficul de persoane | 16 Iunie 2024      | 15 Septembrie 2025                 |
| Germania      | Frontiere terestre cu Belgia, Danemarca, Franța, Luxemburg și Țările de Jos  | Terorism, criza migrațională europeană, creșterea migrației neregulate din Turcia prin Balcanii de Vest, presiune asupra sistemului de azil, traficul de persoane | 16 Septembrie 2024 | 15 Septembrie 2025                 |
| Italia        | Frontieră terestră cu Slovenia                                               | Războiul Israel-Gaza, Criza migrațională europeană, amenințarea terorismului islamist, riscuri de securitate asociate cu Jubileul din 2025 | 21 Octombrie 2023  | 18 Iunie 2025                      |
| Țările de Jos | Frontiere terestre și aeriene cu Belgia și Germania                          | Migrație neregulată și traficul de migranți | 9 Decembrie 2024   | 8 Iunie 2025                       |
| Norvegia      | Porturi cu conexiuni feroviare către Spațiul Schengen                        | invazia Rusiei în Ucraina din 2022, amenințarea infrastructurilor critice pe uscat și în larg | 26 Noiembrie 2015  | 11 Mai 2025                        |
| Slovenia      | Frontiere terestre cu Croația și Ungaria                                     | Războiul Israel-Gaza, invazia Rusiei în Ucraina din 2022, Criza migrațională europeană, amenințarea terorismului islamist, criminalitatea organizată | 21 Octombrie 2023  | 21 Iunie 2025                      |
| Suedia        | Toate frontierele interne                                                    | Criza migrațională europeană, amenințarea terorismului islamist | 12 Noiembrie 2015  | 11 Mai 2025                        |

#### Controalele Franței împotriva migranților din nordul Africii
În urma Revoluției Tunisiene din 2010–2011, guvernul Italiei a acordat permise de ședere de șase luni pentru aproximativ 25.000 de migranți tunisieni. Acest lucru a permis migranților să călătorească liber în Spațiul Schengen. Ca răspuns, atât Franța, cât și Germania au amenințat să impună controale la frontieră, nevrând ca refugiații tunisieni să intre pe teritoriul lor. În aprilie 2011, timp de câteva ore, Franța a blocat trenurile care transportau migranți la granița dintre Franța și Italia la Ventimiglia.
La cererea Franței, în luna mai a anului 2011, Comisarul European pentru Afaceri Interne, Cecilia Malmström a propus ca să fie disponibilă mai multă flexibilitate pentru reintroducerea temporară a controlului la frontieră în cazul unei presiuni migratorii puternice și neașteptate sau al eșecului unui stat de a proteja frontierele externe ale UE.
Pe data de 25 iulie 2011, prezentând evaluarea finală a Comisiei Europene cu privire la măsurile luate de Italia și Franța, comisarul pentru afaceri interne Cecilia Malmström a declarat: „din punct de vedere formal, măsurile luate de autoritățile italiene și franceze au fost în conformitate cu dreptul UE. Cu toate acestea, regret că spiritul regulilor Schengen nu a fost respectat pe deplin”. Malmström a cerut, de asemenea, o interpretare mai coerentă a regulilor Schengen și un sistem de evaluare și monitorizare mai puternic pentru Spațiul Schengen.

#### Criza migranților din 2015
În timpul crizei migranților din luna septembrie a anului 2015, Germania a anunțat că reintroduce temporar controalele la frontieră în conformitate cu dispozițiile privind controalele temporare la frontieră prevăzute de acquis-ul Schengen. Aceste controale la frontieră par a fi o încercare de a preveni dezordinea care ar putea agrava criza.  Frontierele deschise au părut să împiedice capacitatea Germaniei de a asigura necesarul pentru un număr foarte mare de persoane care caută refugiu simultan.  Germania semnalează că controalele la frontieră sunt doar temporare și doar pentru a sprijini un flux ordonat al migrației în zonă.
Alte țări, inclusiv Austria, Danemarca, Slovenia, Ungaria, Suedia și Norvegia, au instituit controale la frontieră ca răspuns la criză.
În decembrie 2015, Suedia a adoptat o lege temporară care permite guvernului să oblige toate companiile de transport să verifice dacă pasagerii lor poartă o identificare fotografică validă. Noua lege a intrat în vigoare pe data de 21 decembrie 2015 și a fost valabilă până pe data de 21 decembrie 2018. Guvernul a decis că noile reguli se vor aplica din data de 4 ianuarie 2016 până pe 4 iulie 2016. Legea a dus la schimbarea obligatorie a trenurilor și la trecerea prin controlul la frontieră la Aeroportul Copenhaga pentru călătorii între Copenhaga și Suedia, precum și la o reducere a frecvenței serviciilor. Suedia introdusese deja controlul la frontieră din Danemarca mai devreme (15 noiembrie 2015), dar acesta nu a putut opri fluxul de migranți, deoarece aceștia au dreptul să solicite azil odată ce se află pe teritoriul suedez. Abia când companiile de transport au trebuit să oprească străinii pe partea daneză, solicitanții de azil au fost opriți eficient. Acest lucru a cauzat perturbări considerabile traficului feroviar, deoarece gara nu avea capacitatea pentru astfel de verificări. Aceste controale au durat până pe 4 mai 2017, după ce Comisia Europeană a declarat astfel de verificări inacceptabile.
Pe data de 30 mai 2018, când controalele la frontieră din cauza crizei migranților erau încă active în unele țări, Parlamentul European a decis să condamne controalele prelungite la frontieră între țările membre ale Spațiului Schengen. Dar aceasta a fost doar o declarație, deoarece Parlamentul nu decide în această privință.

#### Atacurile din Paris din noiembrie 2015
După atacurile din Paris din noiembrie 2015, Franța a introdus verificări complete de identitate și naționalitate la frontieră. Cu toate acestea, controalele la frontieră erau deja în vigoare în ziua atacurilor (13 noiembrie) din cauza Conferinței ONU privind Schimbările Climatice care urma să aibă loc.

#### Răspunsul la coronavirus în 2020

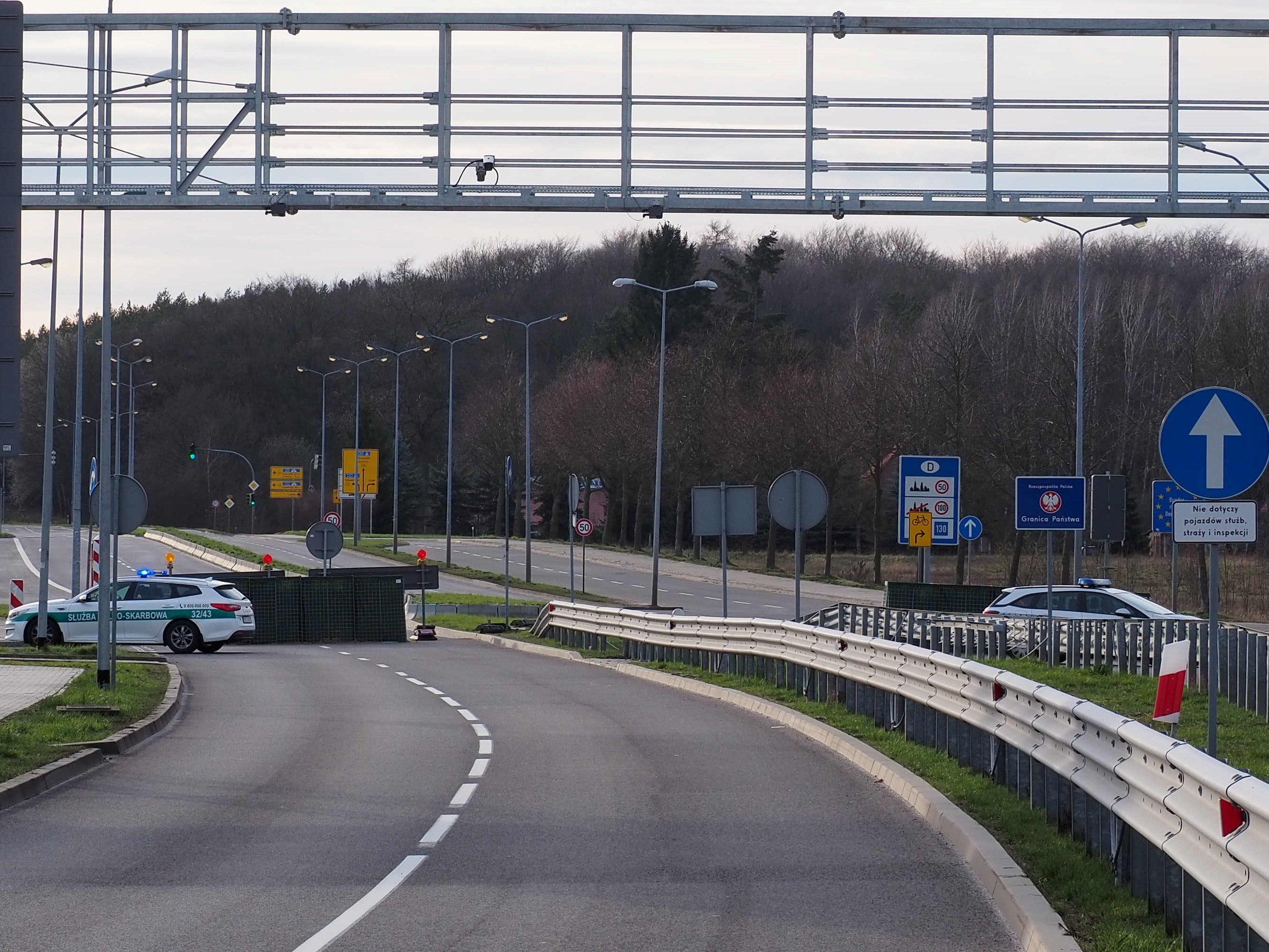
Bariere rutiere și vehicule la granița dintre Germania și Polonia închisă temporar în Lubieszyn pe 15 martie 2020, în timpul pandemiei de COVID-19

Deși unii politicieni europeni au cerut închiderea temporară a frontierelor interne ale Europei, Uniunea Europeană a decis la sfârșitul lunii februarie 2020 să respingă ideea suspendării zonei de liberă circulație Schengen și introducerii controalelor la frontieră cu Italia. Vice-liderul Ligii Ticino din Elveția, Lorenzo Quadri, a criticat decizia: „Este alarmant faptul că dogma frontierelor larg deschise este considerată o prioritate.” Președintele Statelor Unite, Donald Trump, a declarat că Uniunea Europeană „nu a luat aceleași precauții și nu a restricționat călătoriile din China și din alte zone critice” așa cum au făcut Statele Unite.
Prim-ministrul Cehiei, Andrej Babiš, a declarat la începutul lunii martie că „țările europene nu pot interzice intrarea cetățenilor italieni în Spațiul Schengen. Singura modalitate posibilă este ca prim-ministrul italian să își cheme concetățenii să se abțină de la călătoriile în alte țări ale Uniunii Europene.”
După ce Slovacia, Danemarca, Republica Cehă și Polonia au anunțat la mijlocul lunii martie închiderea completă a frontierelor lor naționale, președinta Comisiei Europene, Ursula von der Leyen, a declarat că „Anumite controale pot fi justificate, dar interdicțiile generale de călătorie nu sunt considerate cele mai eficiente de către Organizația Mondială a Sănătății. În plus, acestea au un impact social și economic puternic, perturbă viețile oamenilor și afacerile peste frontiere.” Von der Leyen a cerut, de asemenea, scuze Italiei, în contextul unui sentiment larg răspândit de nemulțumire printre italieni pentru lipsa de solidaritate arătată de Europa. Până la sfârșitul lunii martie 2020, aproape toate frontierelor interne Schengen fuseseră închise pentru călătoriile neesențiale. Până în iulie 2020, majoritatea frontierelor închise din cauza coronavirusului fuseseră redeschise.

## Reglementarea frontierelor externe

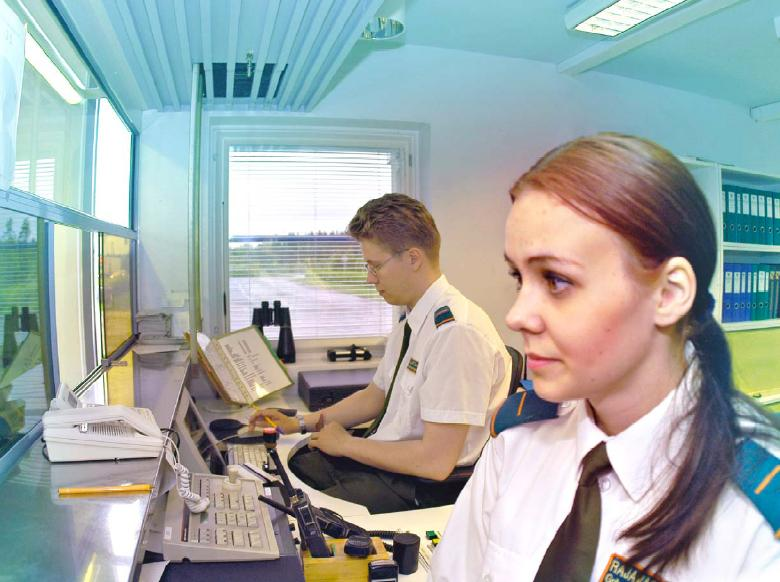
Controlul pașapoartelor la o frontieră externă Schengen în Finlanda

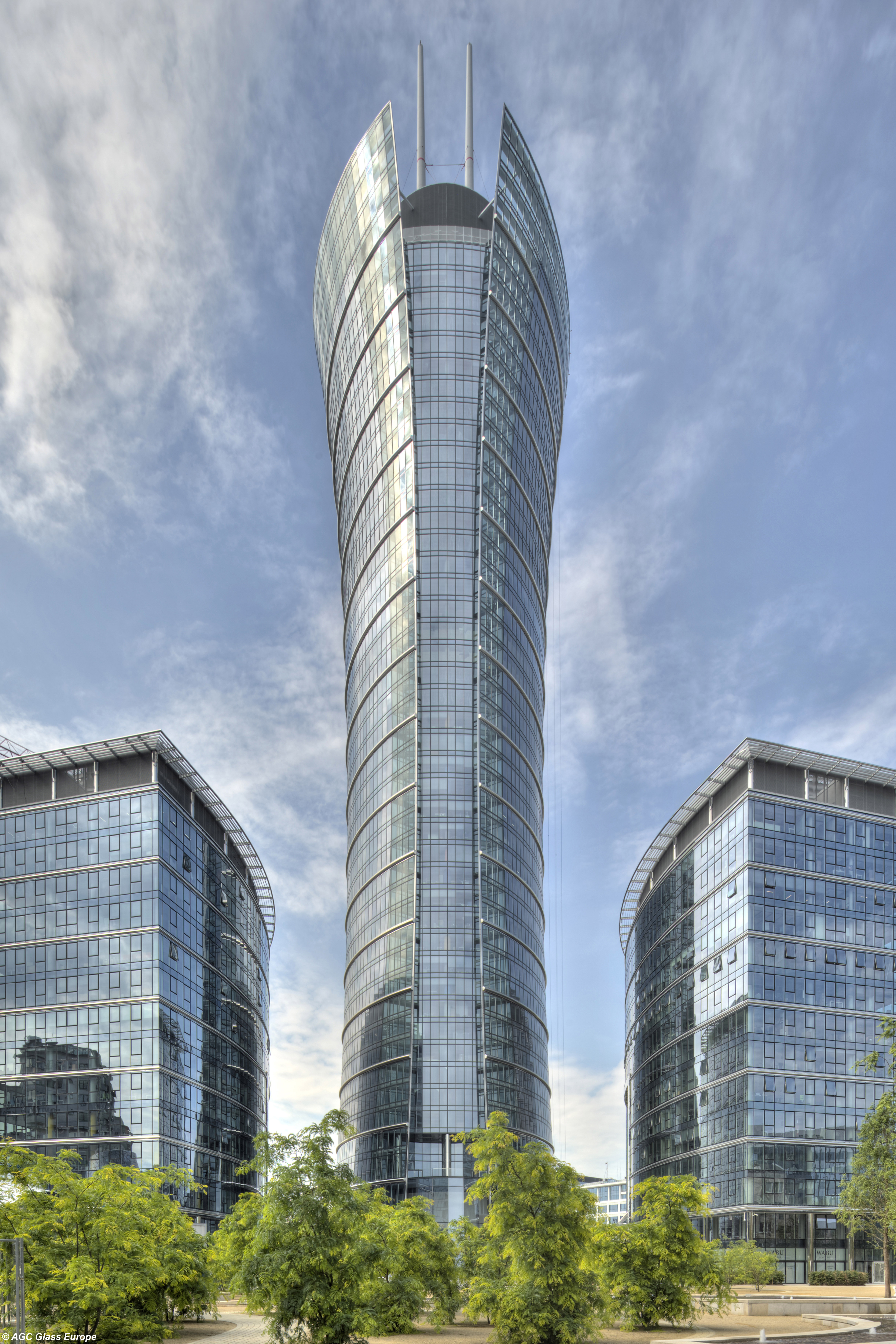
Warsaw Spire, sediul central al Frontex

Țările participante sunt obligate să aplice verificări stricte călătorilor care intră și ies din Spațiul Schengen. Aceste verificări sunt coordonate de agenția Frontex a Uniunii Europene și sunt supuse unor reguli comune. Detaliile privind controalele la frontieră, supravegherea și condițiile în care poate fi acordată permisiunea de intrare în Spațiul Schengen sunt descrise exhaustiv în Codul Frontierei Schengen.

### Restricție temporară privind intrarea persoanelor fără drept de liberă circulație pentru călătorii neesențiale
În contextul pandemiei de COVID-19, pe data de 16 martie 2020, Comisia Europeană a emis o recomandare adresată tuturor statelor membre ale UE și ale Spațiului Schengen de a introduce o restricție temporară privind intrarea în Schengen a cetățenilor din țări terțe (adică a persoanelor care nu sunt cetățeni EEA/Elveția sau membri ai familiilor acestora cu drept de liberă circulație) pentru călătorii neesențiale, pe o perioadă inițială de 30 de zile (cu posibilitatea prelungirii acestei perioade, în funcție de evoluția situației). Cu toate acestea, cetățenii din țări terțe care dețin vize sau permise de ședere pe termen lung sau care sunt membri ai familiilor cetățenilor EEA/Elveția sunt exceptați de la această restricție. De asemenea, sunt exceptați cetățenii din țări terțe „cu o funcție sau nevoie esențială” (cum ar fi lucrătorii din domeniul sănătății, personalul de transport, lucrătorii umanitari, personalul militar, lucrătorii agricoli sezonieri), pasagerii în tranzit, cei care călătoresc „din motive familiale imperative” și cei „care au nevoie de protecție internațională sau din alte motive umanitare”. Cu toate acestea, Comisia Europeană a reiterat că „verificări de sănătate coordonate și consolidate” ar trebui efectuate pentru toți călătorii cărora li se permite să intre în UE și în Spațiul Schengen.
Mai mult, pe 30 martie 2020, Comisia Europeană a publicat „Ghidul privind implementarea restricției temporare privind călătoriile neesențiale către UE, facilitarea aranjamentelor de tranzit pentru repatrierea cetățenilor UE și efectele asupra politicii de vize” pentru a oferi „sfaturi și instrucțiuni practice”. Ghidul precizează că statele membre au dreptul să ia măsuri (cum ar fi obligarea non-cetățenilor să se supună unei perioade de autoizolare dacă sosesc dintr-un teritoriu afectat de COVID-19), cu condiția ca aceleași cerințe să fie impuse și propriilor cetățeni. Ghidul clarifică, de asemenea, că cetățenii microstatelor europene (Andorra, Monaco, San Marino și Vatican) sunt exceptați de la restricția temporară privind intrarea cetățenilor din țări terțe în Uniunea Europeană și în Spațiul Schengen pentru călătorii neesențiale. În plus, cetățenii Serbiei, Macedoniei de Nord, Muntenegrului și Turciei ar trebui să fie lăsați să intre în Uniunea Europeană și în Spațiul Schengen dacă se află blocat în străinătate, pentru a facilita repatrierea în țara de origine. Cetățenii din țări terțe (care nu sunt acoperiți de una dintre excepțiile de la restricția temporară de intrare pentru motive neesențiale) care încearcă să intre în Spațiul Schengen vor fi refuzați la punctul de trecere a frontierei externe și vor primi un formular de refuz de intrare (cu motivul de refuz marcat ca „I” – adică o amenințare la adresa sănătății publice), precum și un ștampilă de pașaport anulată cu o cruce indelebilă în cerneală neagră și litera „I” pe partea dreaptă.
Unele state membre ale UE și ale Spațiului Schengen au mers mai departe decât recomandarea Comisiei Europene și au restricționat intrarea cetățenilor EEA/Elveția pe teritoriile lor pentru călătorii neesențiale. De exemplu, pe 4 aprilie 2020, Poliția de Frontieră Franceză a refuzat intrarea unui grup de cetățeni europeni și britanici care au sosit la Aeroportul Marseille Provence cu un jet privat din Marea Britanie, cu intenția de a sta într-o vilă de vacanță în Cannes.
Pe 8 aprilie 2020, Comisia Europeană a invitat statele membre ale UE și ale Spațiului Schengen să prelungească restricția privind intrarea cetățenilor din țări terțe pentru călătorii neesențiale pentru o nouă perioadă de 30 de zile, până la 15 mai 2020. Pe 8 mai 2020, Comisia Europeană a invitat din nou statele membre să prelungească restricția pentru încă 30 de zile, până la 15 iunie 2020. Pe 11 iunie 2020, Comisia Europeană a recomandat statelor membre să prelungească restricția privind intrarea cetățenilor din țări terțe pentru călătorii neesențiale până la 30 iunie 2020.

### Verificări la frontieră

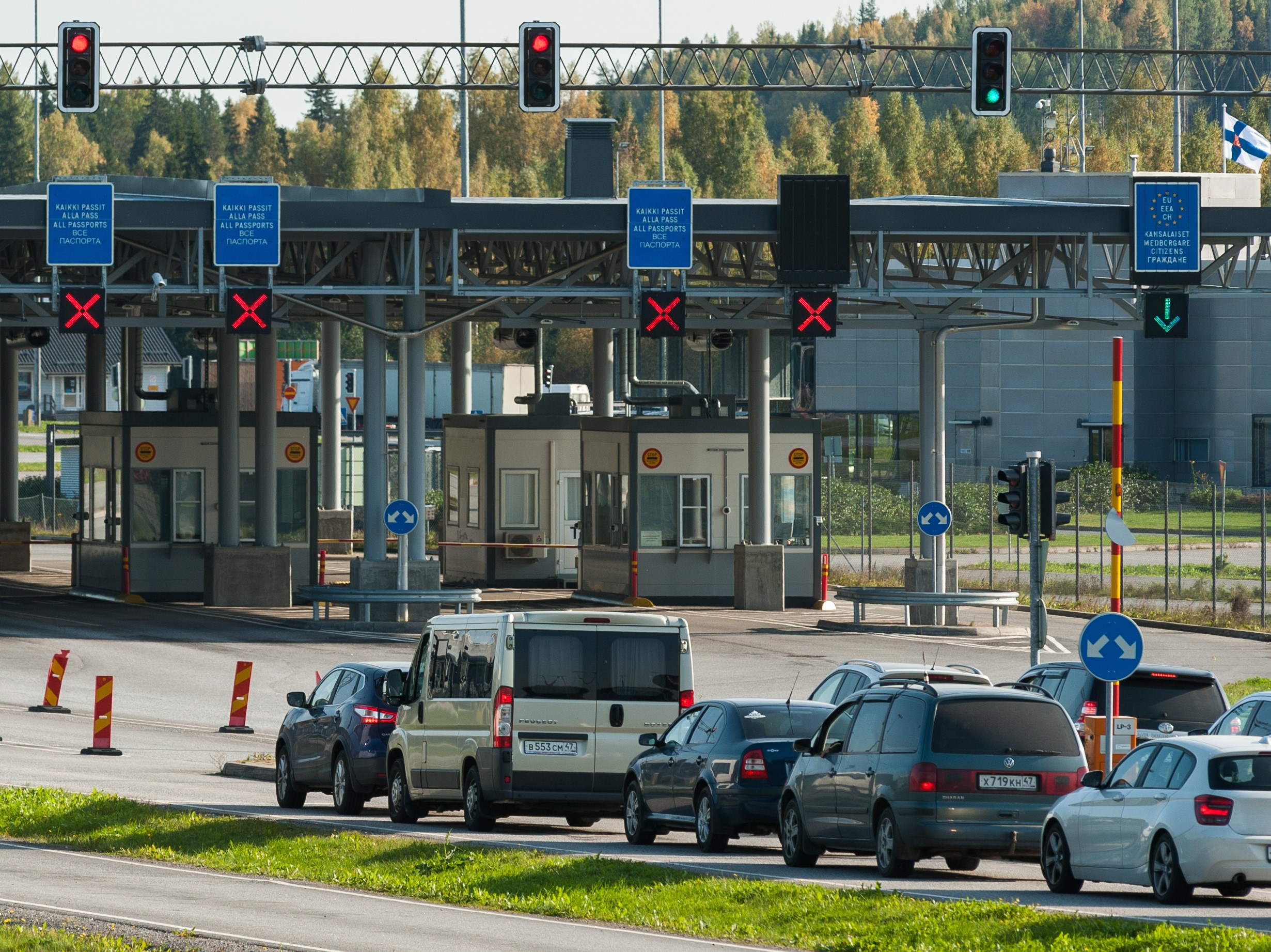
Punct de trecere a frontierei pentru vehicule operat de Poliția de Frontieră Finlandeză în Nuijamaa la frontiera externă cu Rusia. Culoarul din dreapta este destinat exclusiv cetățenilor UE, SEE și Elveției, în timp ce celelalte culoare sunt pentru toți călătorii.

Toate persoanele care trec frontierele externe – intrare sau ieșire – sunt supuse unui control efectuat de un polițist de frontieră. Singura excepție o reprezintă persoanele care fac naveta regulată peste frontieră (atât cele cu drept de liberă circulație, cât și cetățenii din țări terțe) care sunt bine cunoscute polițiștilor de frontieră: după un control inițial care a arătat că nu există alerte legate de ele în Sistemul Informatic Schengen sau în bazele de date naționale, acestea pot fi supuse doar unor verificări ocazionale „aleatorii”, în loc să fie verificate sistematic de fiecare dată când trec frontiera.
Anterior, cetățenii SEE și Elveției, precum și membrii familiilor acestora care beneficiază de dreptul de liberă circulație, erau supuși doar unui „control minim” la trecerea frontierelor externe. Acest lucru însemna că documentul de călătorie era supus doar unei inspecții vizuale „rapide” și „directe”, iar verificarea în bazele de date pentru documente de călătorie pierdute/furate era opțională. Consultarea Sistemului Informatic Schengen și a altor baze de date naționale pentru a se asigura că călătorul nu reprezintă o amenințare la adresa securității, ordinii publice sau sănătății publice era permisă doar pe bază „nesistematică”, atunci când o astfel de amenințare era „reală”, „prezentă” și „suficient de gravă”. În schimb, ceilalți călători erau supuși unui „control amănunțit”.
Cu toate acestea, după atacurile teroriste din noiembrie 2015 de la Paris, la o întâlnire a Consiliului Uniunii Europene din data de 20 noiembrie 2015, miniștri de interne din statele membre au decis să „implementeze imediat verificările sistematice și coordonate necesare la frontierele externe, inclusiv pentru persoanele care beneficiază de dreptul de liberă circulație”. Au fost aduse modificări Codului Frontierei Schengen pentru a introduce verificări sistematice ale documentelor de călătorie ale cetățenilor SEE și Elveției, precum și ale membrilor familiilor acestora care beneficiază de dreptul de liberă circulație, împotriva bazelor de date relevante la trecerea frontierelor externe. Noul regim a intrat în vigoare la data de 7 aprilie 2017.
În cazul în care efectuarea de verificări sistematice împotriva bazelor de date ar avea un impact disproporționat asupra fluxului de trafic la o frontieră externă, astfel de verificări pot fi relaxate dacă, pe baza unei evaluări a riscurilor, se determină că acest lucru nu ar duce la un risc de securitate.
În circumstanțe „excepționale” și „neprevăzute” în care timpii de așteptare devin excesivi, verificările la frontierele externe pot fi relaxate temporar.
Polițiștii de frontieră efectuează următoarele proceduri atunci când verifică călătorii care trec frontierele externe:
| Procedură | Cetățeni SEE, Elveția și membri ai familiilor cu drept de liberă circulație | Cetățeni din țări terțe     | Cetățeni din țări terțe     |
| Procedură | Cetățeni SEE, Elveția și membri ai familiilor cu drept de liberă circulație | (la intrare)                | (la ieșire)                 |
| --- | --------------------------------------------------------------------------- | --------------------------- | --------------------------- |
| Verificarea identității călătorului pe baza documentului de călătorie | Da                                                                          | Da                          | Da                          |
| Verificarea faptului că documentul de călătorie este valabil și nu a expirat | Da                                                                          | Da                          | Da                          |
| Verificarea documentului de călătorie pentru semne de falsificare sau contrafacere | Da                                                                          | Da                          | Da                          |
| Verificarea documentului de călătorie pentru semne de falsificare sau contrafacere folosind dispozitive tehnice (de ex. lumină UV, lupa)\| | Opțional                                                                    | Opțional                    | Opțional                    |
| Verificarea autenticității datelor stocate pe chipul RFID (dacă documentul de călătorie este biometric)\| | Opțional                                                                    | Opțional                    | Opțional                    |
| Verificarea documentului de călătorie împotriva listei de documente furate, pierdute sau anulate din Sistemul Informatic Schengen, baza de date SLTD a Interpol și alte baze de date naționale | Da                                                                          | Da                          | Da                          |
| Consultarea Sistemului de Informații Schengen și a altor baze de date naționale pentru a se asigura că călătorul nu reprezintă o amenințare la adresa ordinii publice, securității interne, sănătății publice sau relațiilor internaționale ale niciunui stat membru Schengen. | Opțional (consultarea bazelor de date doar „acolo unde este necesar”)       | Da                          |                             |
| Înregistrarea intrării/ieșirii călătorului într-o bază de date Începând cu aprilie 2016, doar 10 state membre Schengen – Estonia, Finlanda, Ungaria, Letonia, Lituania, Malta, Polonia, Portugalia, Slovacia și Spania – înregistrează intrările și ieșirile cetățenilor din țări terțe în bazele lor de date naționale, dar datele nu sunt schimbate între bazele de date naționale ale acestor țări, nici nu există o bază de date centralizată la nivel Schengen care să urmărească intrările și ieșirile în toate cele 27 de state membre Schengen. Doar Polonia înregistrează sistematic intrările și ieșirile cetățenilor SEE și Elveției care sunt opriți la frontieră. | Opțional                                                                    | Opțional                    | Opțional                    |
| Ștampilarea documentului de călătorie | Nu                                                                          | Da (pentru anumite grupuri) | Da (pentru anumite grupuri) |
| Verificarea faptului că călătorul are viza/permisul de ședere corespunzător (dacă este necesar) | Nu                                                                          | Da                          | Opțional                    |
| Verificarea autenticității vizei de scurtă ședere (dacă este necesar) și a identității titularului prin consultarea Sistemului Informatic de Vize | Nu                                                                          | Da                          | Opțional                    |
| Examinarea ștampilelor de intrare și ieșire din documentul de călătorie pentru a se asigura că călătorul nu a depășit durata maximă de ședere autorizată | Nu                                                                          | Da, cu unele excepții       | Opțional                    |
| Verificarea punctului de plecare și destinației călătorului | Nu                                                                          | Da                          | Nu                          |
| Verificarea scopului șederii călătorului | Nu                                                                          | Da, cu unele excepții       | Nu                          |
| Verificarea oricăror documente/dovezi care să susțină scopul declarat al șederii călătorului | Nu                                                                          | Opțional, cu unele excepții | Nu                          |
| Verificarea faptului că călătorul are fonduri suficiente pentru șederea și călătoria de întoarcere/continuare (sau că se află în poziția de a obține astfel de mijloace în mod legal) | Nu                                                                          | Da, cu unele excepții       | Nu                          |

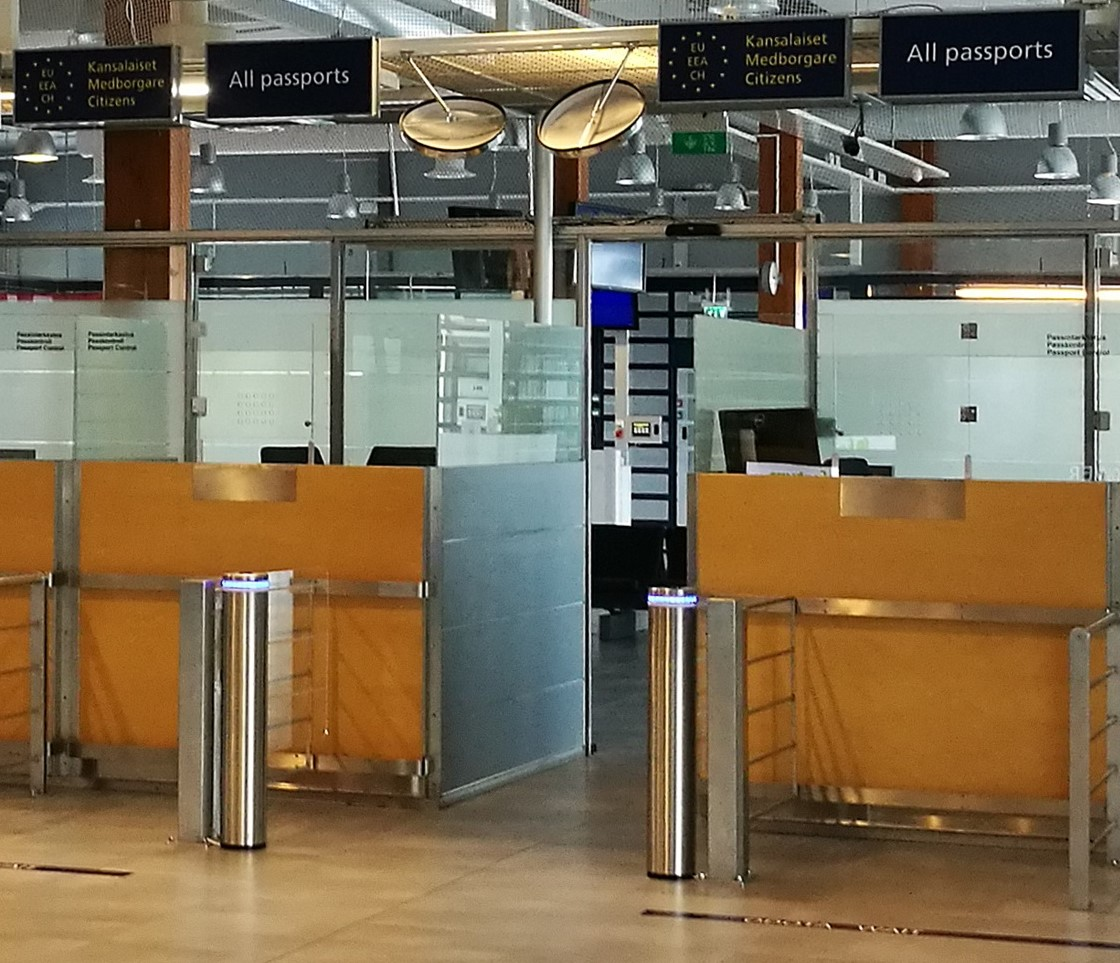
Ghișee de control la frontieră în sala de plecări de la Aeroportul Oulu din Finlanda, care vor fi deservite de Poliția de Frontieră Finlandeză atunci când un zbor este operat către o destinație din afara zonei Schengen. Fie semnul „Cetățeni UE/SEE/Elveția”, fie „Toate pașapoartele” de deasupra ghișeelor poate fi luminat.

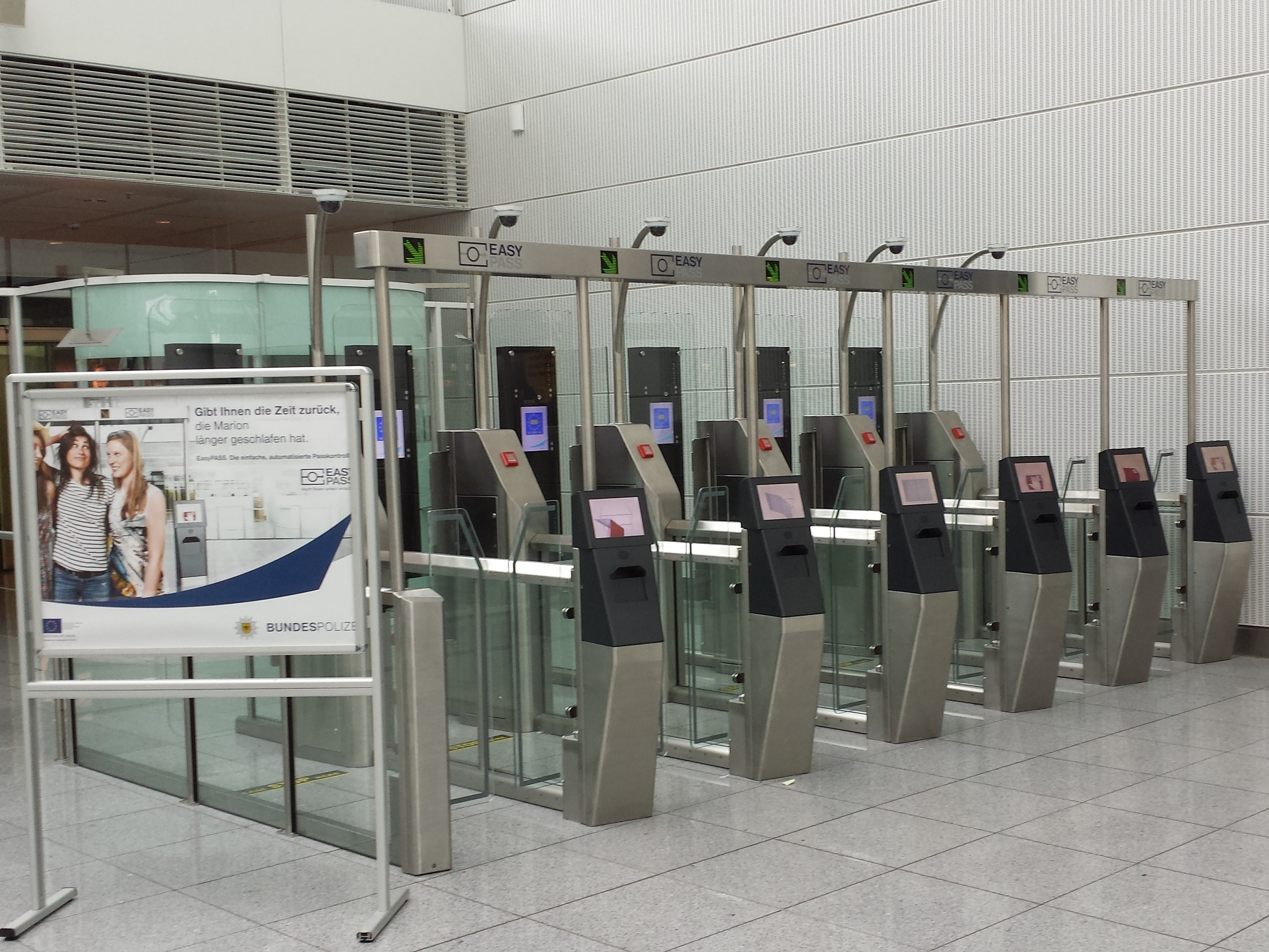
Porțile EasyPASS de autoservire pe care călătorii eligibili le pot folosi pentru a trece controlul la frontieră la Aeroportul din München, Germania

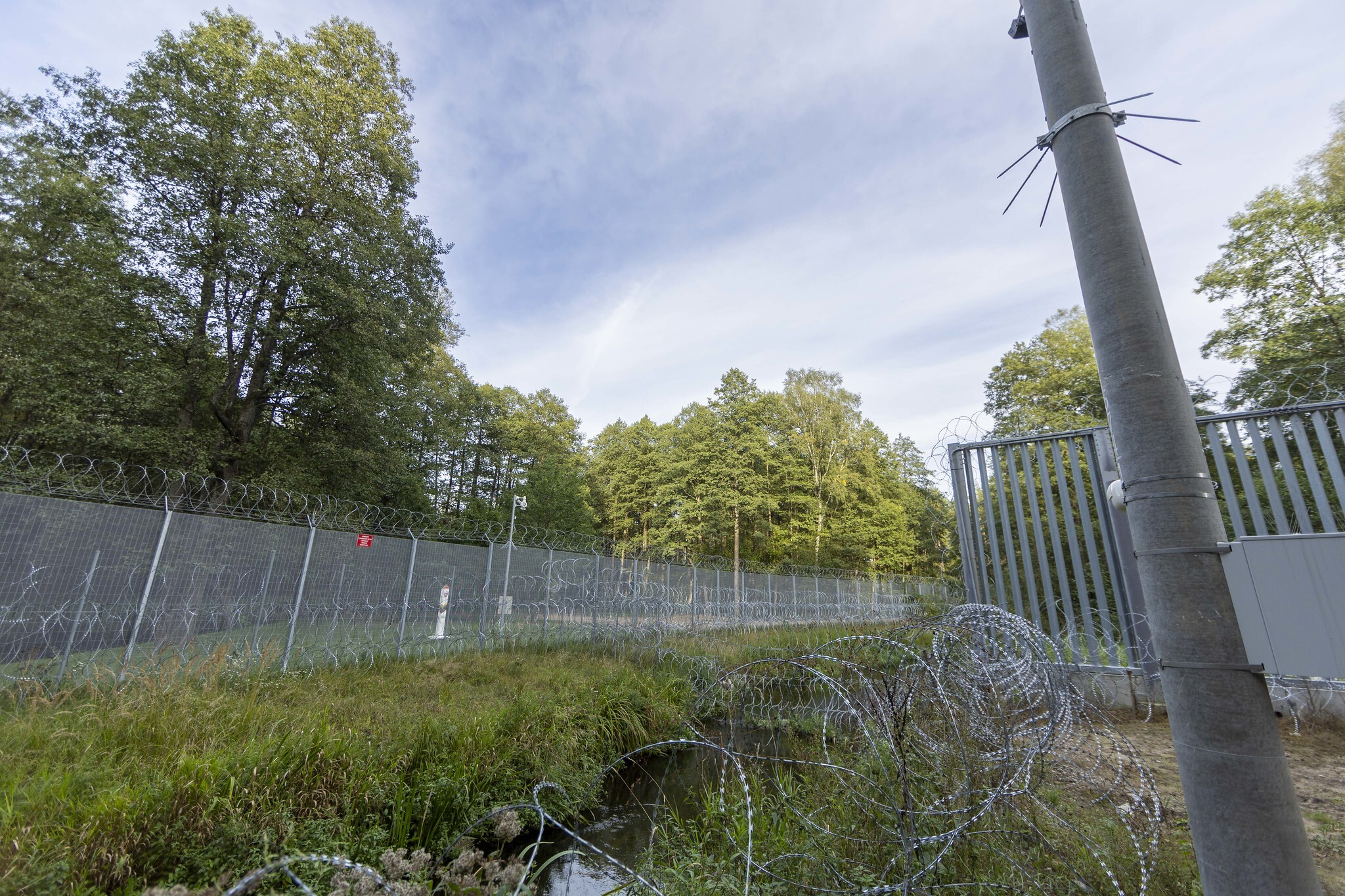
Barieră la frontiera externă dintre Lituania și Belarus (marcatorul de frontieră este vizibil în spatele gardului)

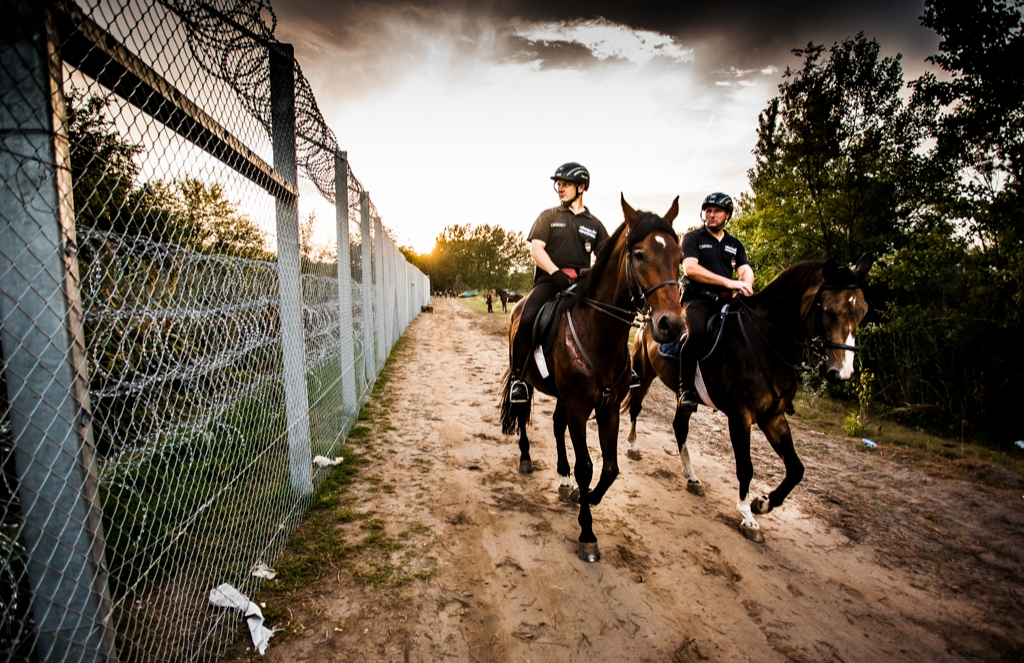
Polițiști călare ungari care patrulează frontiera externă dintre Ungaria și Serbia

După cum arată tabelul de mai sus, deoarece multe proceduri sunt opționale, polițiștii de frontieră au discreția de a decide cât de riguros verifică călătorii la punctele de trecere a frontierei externe. Ca urmare, timpul necesar pentru efectuarea verificărilor diferă între țările Schengen. Sub regimul anterior (în care persoanele cu dreptul la liberă circulație erau supuse doar unui „control minim”), un control de intrare pentru un cetățean SEE sau Elveția dura în medie aproximativ cinci secunde în Italia, în timp ce în Norvegia dura în medie aproximativ 1 minut. Disparitățile în verificările cetățenilor din țări terțe (care sunt supuși unui control mai amănunțit) sunt și mai mari. De exemplu, un control de intrare pentru un cetățean din Anexa II durează în medie aproximativ 15 secunde în Grecia, în timp ce în Slovacia durează între trei și cinci minute în medie. În mod similar, un control de intrare pentru un cetățean din Anexa I durează în medie aproximativ 30–60 de secunde în Olanda, în timp ce în Letonia durează în medie aproximativ două până la cinci minute.
După intrarea în vigoare a noului regim la 7 aprilie 2017, s-au raportat timpi de așteptare semnificativ mai lungi la numeroase puncte de trecere a frontierei externe, mai ales deoarece era chiar înainte de sărbătoarea Paștelui. Călătorii care intrau în Slovenia din Croația (care nu făcea încă parte din Spațiul Schengen) au trebuit să aștepte câteva ore, deoarece polițiștii de frontieră sloveni verificau sistematic documentele de călătorie ale tuturor călătorilor (inclusiv celor cu drept de liberă circulație) împotriva bazelor de date relevante. Prim-ministrul Sloveniei, Miro Cerar, a recunoscut că situația este „inacceptabilă”. Pentru a ameliora cozile lungi, verificarea sistematică a documentelor de călătorie ale persoanelor cu drept de liberă circulație împotriva bazelor de date relevante a fost suspendată temporar de la seara zilei de vineri, 7 aprilie 2017, până la sfârșitul weekendului. Cu toate acestea, în weekendul următor, cozile lungi au reapărut. Prim-ministrul Croației, Andrej Plenković, a criticat situația, numind-o „insustenabilă”, și și-a exprimat îngrijorarea cu privire la impactul asupra turismului (care reprezintă 18% din PIB-ul Croației). Președintele Croației, Kolinda Grabar-Kitarović, a trimis o scrisoare oficială către Comisia Europeană pentru a-și exprima îngrijorarea cu privire la efectul noului regim asupra controalelor la frontieră. La o întâlnire din 29 aprilie 2017, Președintele Comisiei Europene, Jean-Claude Juncker, Cerar și Plenković au convenit că, în viitor, verificarea sistematică a documentelor de călătorie ale persoanelor cu drept de liberă circulație împotriva bazelor de date relevante va fi suspendată la punctele de trecere a frontierei terestre dintre Croația și Slovenia dacă timpul de așteptare depășește 15 minute (fiind efectuate în schimb „verificări țintite”). Cozile lungi au fost raportate și la punctele de trecere a frontierei externe din Grecia, unde conducerea Poliției Elene (responsabilă de controalele la frontieră) a decis să suspende, pe o perioadă de șase luni, verificarea sistematică a documentelor de călătorie ale persoanelor cu drept de liberă circulație împotriva bazelor de date relevante (cu excepția punctului de trecere a frontierei terestre Kipoi cu Turcia, din motive de securitate). Grecia a fost deosebit de afectată de implementarea noului regim, deoarece cărțile de identitate grecești nu erau citibile mecanic la acea vreme, ceea ce însemna că polițiștii de frontieră trebuiau să introducă manual informațiile titularului în sistemul informatic pentru a verifica bazele de date relevante dacă un cetățean grec prezenta o carte de identitate în loc de un pașaport. În mod similar, timpi de așteptare lungi au fost raportați la punctele de trecere a frontierei externe din Franța și Spania. Finlanda, Ungaria și Italia au emis, de asemenea, notificări de suspendare a verificărilor sistematice la unele puncte de trecere a frontierei externe. În iulie 2017, Grecia a depus o cerere de suspendare a verificării sistematice a documentelor de călătorie ale persoanelor cu drept de liberă circulație împotriva bazelor de date relevante pentru o perioadă suplimentară de 18 luni, din cauza „deficiențelor de infrastructură și a creșterii traficului la 12 aeroporturi din întreaga țară”.
Atunci când efectuează controale la frontierele externe, polițiștii de frontieră sunt obligați prin lege să respecte demnitatea călătorilor (în special în cazurile care implică persoane vulnerabile) și le este interzis să discrimineze persoanele pe baza sexului, originii rasiale sau etnice, religiei sau convingerilor, dizabilității, vârstei sau orientării sexuale.
Controalele la frontierele externe sunt situate pe drumurile care traversează o frontieră, în aeroporturi, în porturi maritime și la bordul trenurilor. De obicei, nu există un gard de-a lungul frontierei terestre, dar există excepții, cum ar fi Gardul de la Ceuta, și unele locuri de la granița de est. Cu toate acestea, sistemele de camere de supraveghere, unele echipate cu tehnologie infraroșu, sunt situate în unele puncte mai critice, de exemplu la granița dintre Slovacia și Ucraina, unde în unele puncte există o cameră la fiecare 186 metri (203 yarzi).
Toți călătorii care intră și ies din Spațiul Schengen prin aviație generală sau cu o ambarcațiune de agrement trebuie să facă primul punct de intrare/ultimul punct de plecare într-un aeroport/aerodrom sau într-un port maritim care este desemnat ca punct de trecere a frontierei externe. Prin derogare, călătorii de pe o ambarcațiune de agrement sunt permisi să facă primul port de escală într-un port care nu este desemnat ca punct de trecere a frontierei externe dacă notifică autoritățile portuare și obțin autorizație de la polițiștii de frontieră. În practică, însă, aceasta este o portiță greu de verificat, iar contrabanda la scară largă de droguri folosind ambarcațiuni private a fost descoperită. De-a lungul coastei sudice a țărilor Schengen din Marea Mediterană, garda de coastă depune un efort substanțial pentru a preveni intrarea ambarcațiunilor private fără permisiune.
La multe puncte de trecere a frontierei externe, există benzi speciale pentru cetățenii SEE și Elveției (precum și pentru membrii familiilor acestora) și alte benzi pentru toți călătorii, indiferent de naționalitate. La unele puncte de trecere a frontierei externe, există un al treilea tip de bandă pentru călătorii care sunt cetățeni ai Anexei II (adică cetățeni non-SEE/Elveția care sunt scutiți de obligația de viză). Deși cetățenii andorrani și sammarinezi nu sunt cetățeni SEE, ei pot folosi totuși benzile speciale destinate cetățenilor SEE și Elveției. Începând cu 1 ianuarie 2021, cetățenii britanici nu mai sunt permisi să folosească benzile SEE/Elveția.
Unele puncte de trecere a frontierei externe pot fi folosite doar de anumiți călători. De exemplu, punctul de trecere a frontierei din Veľké Slemence, Slovacia (la granița cu Ucraina) poate fi traversat doar de pietoni sau cicliști care sunt cetățeni SEE, Elveția sau Ucraina. Punctul de trecere a frontierei din Ramoniškiai, Lituania (la granița cu Rusia) poate fi traversat doar de rezidenții Lituaniei și Rusiei; toți ceilalți călători (inclusiv cetățenii SEE și Elveției care nu sunt rezidenți în Lituania/Rusia) nu pot folosi acest punct de trecere a frontierei. În mod similar, punctul de trecere a frontierei Pededze-Brunishevo, Letonia (la granița cu Rusia) este deschis doar pentru cetățenii letoni și ruși. Punctele de trecere a frontierei Narva 2 și Saatse din Estonia (la granița cu Rusia) pot fi folosite doar de rezidenții Estoniei și Rusiei. Punctul de trecere a frontierei din Połowce-Pieszczatka, Polonia (la granița cu Belarus) poate fi traversat doar de cetățenii polonezi și belaruși. În 2016, ca măsură temporară pentru 180 de zile, cele două puncte de trecere a frontierei cele mai nordice Raja-Jooseppi și Salla de la granița Finlanda–Rusia puteau fi traversate doar de cetățenii finlandezi, ruși și belaruși (precum și de membrii familiilor acestora); toți ceilalți cetățeni, inclusiv cetățenii SEE și Elveției non-finlandezi, nu erau permisi să folosească aceste puncte de trecere a frontierei. În plus, punctele de trecere a frontierei Haapovaara, Inari, Karttimo, Kurvinen, Leminaho și Parikkala (precum și punctul de trecere feroviar Imatra) sunt deschise doar pentru cetățenii finlandezi și ruși.
Obligațiile suplimentare impuse de legislația europeană autorităților naționale de frontieră atunci când vine vorba de procesarea călătorilor care sunt cetățeni din țări terțe (de exemplu, obligația de a ștampila documentele lor de călătorie) nu ar trebui să împiedice dezvoltarea sistemelor automate de control la frontieră care sunt puse la dispoziția acestor călători. După cum arată exemplele enumerate mai sus ale sistemelor automate de control la frontieră care au fost dezvoltate la punctele de trecere a frontierei externe ale zonei Schengen, autoritățile naționale de frontieră au reușit să adapteze designul sistemelor lor automate de control la frontieră pentru a permite cetățenilor din țări terțe să le folosească. O soluție este să existe un polițist de frontieră poziționat fizic lângă porțile automate de frontieră care să poată ștampila documentele de călătorie acolo unde este necesar: această abordare a fost adoptată de Poliția de Frontieră Finlandeză la porțile automate de frontieră din Aeroportul Helsinki, unde utilizatorii eligibili (care sunt obligați să primească o ștampilă în pașaport) includ deținătorii de pașapoarte australiene, canadiene, japoneze, neozeelandeze, sud-coreene și americane biometrice, și în Portul Helsinki, unde utilizatorii eligibili (care sunt obligați să primească o ștampilă în pașaport) includ cetățenii ruși, care sunt obligați să scaneze atât pagina cu datele biometrice, cât și viza din pașaport, apoi să intre în poartă pentru recunoaștere facială și a amprentelor, iar după ce poarta se deschide să se îndrepte către un ofițer de frontieră pentru a-și ștampila pașaportul. Serviço de Estrangeiros e Fronteiras din Portugalia a adoptat, de asemenea, practica de a poziționa un polițist de frontieră pentru ștampilare lângă porțile automate de frontieră din Aeroportul Lisabona, unde utilizatorii eligibili (care sunt obligați să primească o ștampilă în pașaport) includ deținătorii de pașapoarte angoleze și braziliene și deținătorii de pașapoarte diplomatice/de serviciu. Această abordare a fost adoptată și în Italia, unde utilizatorii eligibili ai porților eGate includ deținătorii de pașapoarte australiene, canadiene, israeliene, japoneze, neozeelandeze, singaporeze, sud-coreene, americane și vaticane biometrice. O soluție similară, dar ușor diferită, a fost adoptată de Royal Marechaussee din Olanda la porțile automate de recunoaștere a irisului Privium din Aeroportul Amsterdam Schiphol (unde utilizatorii eligibili includ cetățenii UE/SEE/Elveția înregistrați, cetățenii americani care sunt membri Global Entry, și toți naționalii care dețin pașapoarte diplomatice), precum și de Poliția Federală Germană la porțile automate de recunoaștere a irisului ABG Plus din Aeroportul Frankfurt (unde utilizatorii eligibili includ cetățenii UE/SEE/Elveția înregistrați și cetățenii americani care sunt membri Global Entry: atunci când cetățenii din țări terțe eligibili folosesc Privium/ABG Plus, după ce irisul lor este scanat și verificat, o poartă/ușă/grilaj diferit se deschide față de cel pentru cetățenii UE/SEE/Elveția, iar utilizatorul din țara terță este direcționat către o bandă care îl conduce în fața cozii pentru verificările manuale ale pașapoartelor la ghișeele de imigrare, unde polițistul de frontieră ștampilează pașaportul utilizatorului. O altă soluție posibilă ar fi proiectarea porților automate de frontieră pentru a imprima o foaie de hârtie cu o ștampilă de intrare sau de ieșire, precum și numele utilizatorului și numărul documentului de călătorie, ori de câte ori utilizatorul este un călător care este supus cerinței de a-și ștampila documentul de călătorie.

#### ETIAS
În noiembrie 2016, Comisia Europeană a propus un sistem de autorizare electronică pentru cetățenii din țări terțe scutiți de vize, numit ETIAS (Sistemul European de Informații și Autorizare pentru Călătorii). Vizitatorii străini vor trebui să trimită date personale în avans și să plătească o taxă de procesare (taxa este scutită pentru copii). Cererea va fi făcută pe internet și va trebui să fie completată cu câteva zile înainte de călătorie. Autorizația va fi valabilă timp de trei ani. Sistemul este conceput similar cu sistemul ESTA al Statelor Unite și sistemul ETA al Canadei. ETIAS este programat să intre în funcțiune la șase luni după EES, la sfârșitul anului 2025.

### Implementarea Sistemului de Intrare/Ieșire (EES)
În 2025, Uniunea Europeană plănuiește să implementeze Sistemul de Intrare/Ieșire (EES), un sistem IT automatizat conceput pentru a înregistra călătorii din țări terțe de fiecare dată când aceștia trec o graniță externă a UE. Acest sistem va înlocui metoda tradițională de ștampilare a pașapoartelor, utilizând recunoaștere facială și scanări ale amprentelor pentru a înregistra intrările și ieșirile. 

### Introducerea Sistemului European de Informații și Autorizare pentru Călătorii (ETIAS)
Începând din 2025, călătorii din țări terțe scutite de vize vor trebui să obțină o autorizație de călătorie prin intermediul Sistemului European de Informații și Autorizare pentru Călătorii (ETIAS) înainte de a intra în Spațiul Schengen. Acest sistem are ca scop îmbunătățirea securității prin verificarea prealabilă a călătorilor și va implica un proces de aplicare online cu o taxă de 7 €.
Cerințele ETIAS se vor aplica, în general, acelor cetățeni din țări terțe care nu au nevoie de viză și nu dețin un permis de ședere sau similar.

#### Responsabilitatea transportatorilor
Regulile Schengen prevăd că toți transportatorii care conduc pasageri peste granița externă Schengen trebuie să verifice, înainte de îmbarcare, că pasagerii dețin documentele de călătorie și vizele necesare pentru intrare. Transportatorii care transportă cetățeni din țări terțe fără documentele de călătorie corespunzătoare sunt supuși la penalități financiare și trebuie să îi transporte pe cei refuzați la intrare înapoi la punctul de plecare. Scopul acestei măsuri este de a preveni imigrația ilegală. În plus, deoarece imigranții au dreptul de a solicita azil la controlul de frontieră în punctele de intrare în UE, deși astfel de cereri trebuie făcute personal în țara în care se solicită statutul de azil, această măsură are efectul de a împiedica persoanele care doresc să solicite azil să se îmbarce în mijloace de transport public către Spațiul Schengen (cu excepția cazului în care au obținut deja o viză Schengen sau sunt scutiți de viză).

### Vize pentru șederi scurte și tranzit
Spațiul Schengen
     Alte state membre ale UE și teritorii ale țărilor Schengen din afara Spațiului Schengen cu libertate de mișcare în Spațiul Schengen
     Viză nu este necesară pentru șederi scurte în Spațiul Schengen
     Viză necesară pentru intrarea în Spațiul Schengen și pentru tranzitul prin unele țări Schengen în anumite cazuri
     Viză necesară pentru intrarea sau tranzitul prin orice țară Schengen
Regulile aplicabile vizelor de intrare pe termen scurt în Spațiul Schengen sunt stabilite în reglementările UE, care conțin două liste: o listă a naționalităților (sau categoriilor de deținători de documente de călătorie) care necesită o viză pentru o ședere scurtă (lista Anexa I) și o listă a celor care nu necesită (lista Anexa II).

Spațiul Schengen
Alte state membre ale UE și teritorii ale țărilor Schengen din afara Spațiului Schengen cu libertate de mișcare în Spațiul Schengen
Viză nu este necesară pentru șederi scurte în Spațiul Schengen
Viză necesară pentru intrarea în Spațiul Schengen și pentru tranzitul prin unele țări Schengen în anumite cazuri
Viză necesară pentru intrarea sau tranzitul prin orice țară Schengen

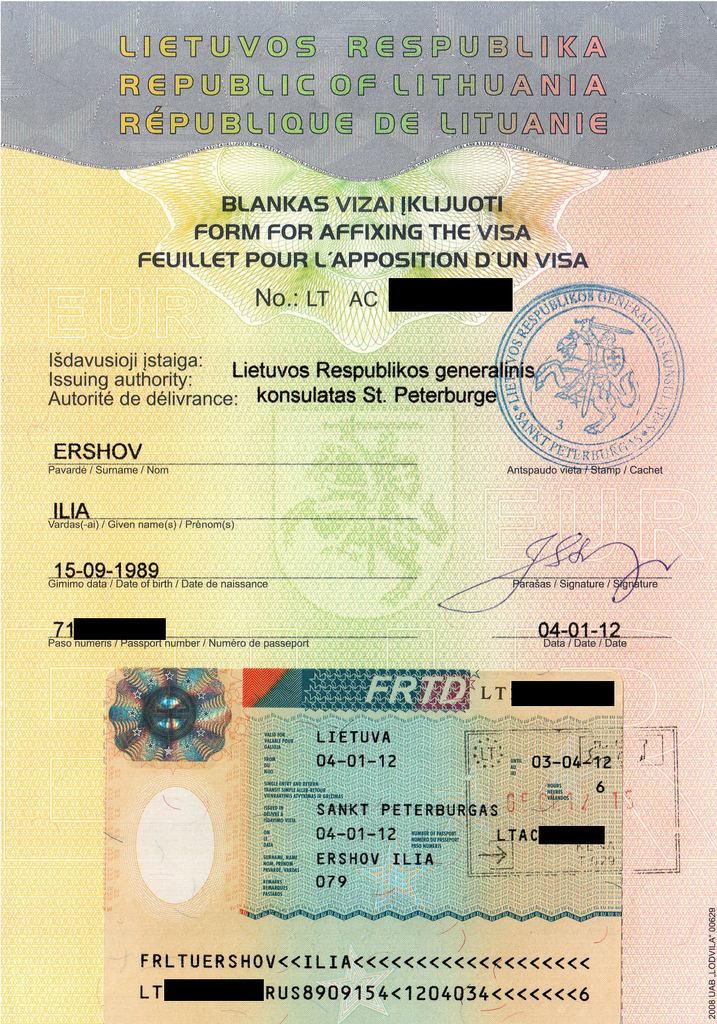
Document de Tranzit Feroviar Facilitat

A fi inclus în lista scutită de vize nu întotdeauna scutește naționalitatea sau categoria respectivă de obligația de a obține un permis de muncă dacă doresc să se angajeze sau să desfășoare activități independente în timpul șederii lor; călătoriile de afaceri nu sunt de obicei considerate angajare în acest sens.
O cerere pentru o viză Schengen ar trebui să fie depusă la ambasadă sau consulatul țării pe care călătorul intenționează să o viziteze. Dacă un călător plănuiește să viziteze mai multe țări din Spațiul Schengen, cererea ar trebui să fie depusă la ambasadă sau consulatul destinației principale. Dacă destinația principală nu poate fi determinată, călătorul ar trebui să solicite viza la ambasadă sau consulatul statului Schengen de primire. Adesea, misiunile diplomatice contractează furnizori externi de servicii pentru a procesa, colecta și returna cererile de vize.
Taxa standard pentru o cerere de viză Schengen este de 80 EUR. Există o taxă redusă de 40 EUR pentru copiii cu vârste între 6 și 12 ani. Taxa de cerere de viză este scutită pentru copiii sub 6 ani. Atunci când o cerere este depusă la un furnizor extern de servicii, poate fi necesară plata unei taxe suplimentare de serviciu. Taxa de cerere de viză (și taxa suplimentară de serviciu, dacă este cazul) nu sunt rambursabile, indiferent de rezultatul cererii.

### Condiții de intrare pentru cetățenii din țări terțe
O viză Schengen sau o scutire de viză nu îi oferă călătorului dreptul de a intra în Spațiul Schengen, ci îi permite să solicite intrarea la punctul de trecere a frontierei. Codul Frontierei Schengen enumeră cerințele pe care cetățenii din țări terțe trebuie să le îndeplinească pentru a fi admisi în Spațiul Schengen. În acest scop, un cetățean dintr-o țară terță este o persoană care *nu* se bucură de dreptul de liberă circulație (adică o persoană care nu este cetățean al SEE sau elvețian, nici membru al familiei unei astfel de persoane).
Cerințele de intrare pentru cetățenii din țări terțe care intenționează să rămână în Spațiul Schengen pentru cel mult 90 de zile în orice perioadă de 180 de zile sunt următoarele:
- Călătorul deține un document de călătorie valid sau documente care îi autorizează să treacă granița (o viză nu este considerată un document de călătorie în acest sens); acceptarea documentelor de călătorie în acest scop rămâne în domeniul statelor membre;[224]
- Documentul de călătorie trebuie să fie valabil cel puțin trei luni după data prevăzută de plecare din Spațiul Schengen (deși, într-un caz justificat de urgență, această obligație poate fi eliminată) și trebuie să fi fost emis în ultimii 10 ani;[225]
- Călătorul deține fie o viză validă (dacă este necesar), fie un permis de ședere valid;
- Călătorul poate justifica scopul și condițiile șederii intenționate și dispune de mijloace de subzistență suficiente, atât pentru perioada șederii intenționate, cât și pentru întoarcerea în țara de origine sau tranzitul către o țară terță în care călătorul este sigur că va fi admis, sau este în poziția de a obține astfel de mijloace în mod legal;
- Sistemul de Informații Schengen nu conține o alertă de refuz de intrare referitoare la călător și
- Călătorul nu este considerat o amenințare la adresa ordinii publice, securității interne, sănătății publice sau relațiilor internaționale ale oricăruia dintre statele Schengen.

Cu toate acestea, chiar dacă cetățeanul dintr-o țară terță nu îndeplinește criteriile de intrare, admiterea poate fi totuși acordată:
- Din motive umanitare
- Din motive de interes național
- Din motive de obligații internaționale
- Dacă persoana nu deține o viză, dar îndeplinește criteriile pentru emiterea unei vize la graniță
- Dacă persoana deține un permis de ședere sau o viză de reintrare emisă de un stat Schengen

#### Ștampilarea pașaportului
Unii călători primesc o ștampilă de pașaport atunci când intră și ies din Spațiul Schengen.  Toate cele 29 de țări europene din Spațiul Schengen au ștampile de intrare și ieșire de design uniform. Începând din aprilie 2016, la nivel național, 11 țări Schengen (Estonia, Finlanda, Grecia, Ungaria, Letonia, Lituania, Malta, Polonia, Portugalia, Slovacia și Spania) au dezvoltat baze de date informatice care înregistrează intrările și ieșirile cetățenilor din țări terțe (adică călătorii care nu sunt cetățeni ai UE, SEE sau elvețieni) la punctele de trecere a frontierelor externe. Cu toate acestea, la nivelul întregii zone Schengen, nu există o bază de date centralizată care să urmărească intrările și ieșirile la toate punctele de trecere a frontierelor externe ale celor 29 de țări Schengen, nici înregistrările de intrare și ieșire din bazele de date naționale nu sunt partajate între țări. Ca urmare, oficialii de aplicare a legii continuă să se bazeze pe verificarea ștampilelor de pașaport ca principală metodă de a verifica dacă călătorii care nu se bucură de dreptul de liberă circulație nu au depășit durata permisă a șederii lor în Spațiul Schengen.
Regulamentul (UE) 2017/2226 prevede înființarea unui Sistem de Intrare/Ieșire (EES) care va înregistra intrările și ieșirile cetățenilor din țări terțe atunci când aceștia trec frontierele externe ale Spațiului Schengen într-o bază de date centrală, înlocuind ștampilele de pașaport. EES era de așteptat să intre în funcțiune la sfârșitul lunii mai 2023, dar a fost amânat până în 2025.
Nu există verificări sistematice de imigrare atunci când se călătorește între țările Schengen (adică la trecerea frontierelor interne ale Spațiului Schengen). Ștampilele de pașaport nu sunt niciodată emise atunci când se călătorește între țările Schengen, chiar și atunci când verificările de imigrare între țările Schengen sunt reintroduse temporar.
Atunci când se călătorește către/din afara unei țări non-Schengen (adică la trecerea frontierelor externe ale Spațiului Schengen), regulile privind ștampilarea documentelor de călătorie sunt următoarele:
| Persoane ale căror documente de călătorie trebuie ștampilate | Persoane ale căror documente de călătorie nu trebuie ștampilate |
| --- | --- |
| - Cetățeni din țări terțe (cu excepția celor acoperiți de o excepție listată în coloana din dreapta), inclusiv atât cei cu viză, cât și cei scutiți de obligativitatea vizei - Membri ai familiei care **nu** dețin un permis de ședere emis conform articolului 10 din Directiva 2004/38/CE și care însoțesc sau se alătură cetățenilor UE, SEE și elvețieni care exercită dreptul de liberă circulație - Membri ai familiei (indiferent dacă dețin sau nu un permis de ședere emis conform articolului 10 din Directiva 2004/38/CE) care **nu** călătoresc împreună și **nu** se alătură cetățenilor UE, SEE și elvețieni care exercită dreptul de liberă circulație | - Cetățeni ai statelor membre ale UE și AELS care exercită dreptul de liberă circulație - Cetățeni din țări terțe care dețin un permis de ședere emis conform articolului 10 din Directiva 2004/38/CE, dar numai dacă însoțesc sau se alătură unui membru al familiei care este cetățean al unui stat UE sau AELS care își exercită dreptul de liberă circulație **și** prezintă permisul de ședere - Cetățeni din țări terțe care dețin permise de ședere eliberate de un stat Schengen (inclusiv cetățenii britanici care dețin statut de rezident conform articolului 18 din Acordul de retragere Brexit) - Cetățeni andorrani, monacazi și san-marinezi - Deținătorii de permise de trafic local - Șefi de stat și personalități a căror sosire a fost anunțată oficial în prealabil prin canale diplomatice - Piloți și membri ai echipajelor aeriene - Marinari (doar atunci când nava lor acostează și în zona portului de escală) - Echipaj și pasageri ai navelor de croazieră |

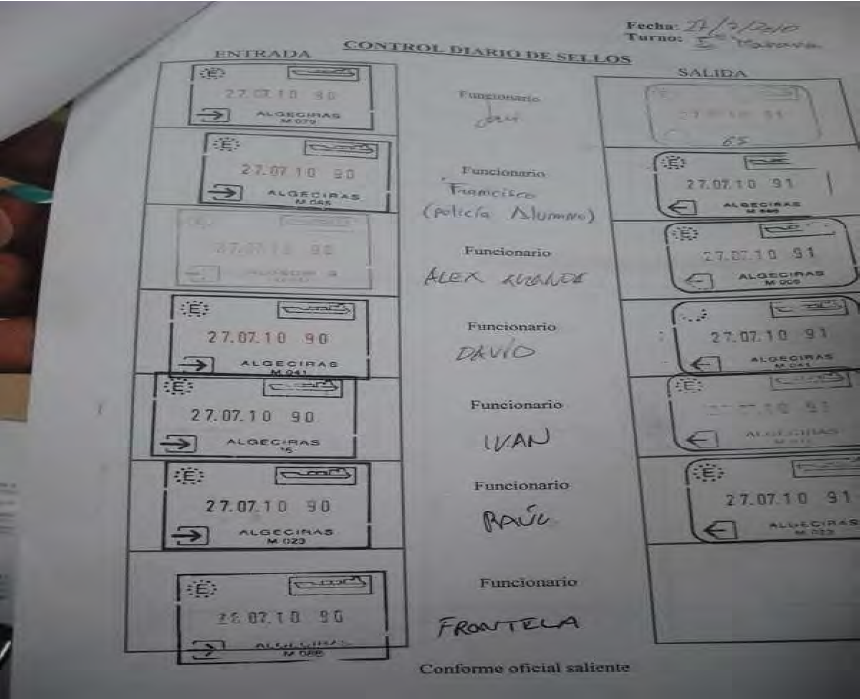
Jurnal care înregistrează ce gardieni de frontieră sunt repartizați la ștampilarea pașapoartelor la punctul de trecere a frontierei externe din Portul Algeciras din Spania

Oficialii de frontieră sunt obligați, prin lege, să ștampileze documentele de călătorie ale cetățenilor din țări terțe care nu se califică pentru una dintre excepțiile enumerate în coloana din dreapta atunci când trec frontierele externe, chiar și atunci când controalele la frontieră au fost relaxate. Cu toate acestea, naționalii Andorrei, Monaco, San Marino și Vaticanului sunt scutiți de această obligație, la fel ca și șefii de stat, ale căror vizite au fost anunțate prin canale diplomatice, și deținătorii de permise de trafic local și permise de ședere eliberate de un stat Schengen. Anumite excepții se aplică și echipajelor navelor și aeronavelor.
Excepțional, dacă ștampilarea documentului de călătorie al unei persoane ar provoca dificultăți grave (cum ar fi persecuția politică), oficialii de frontieră pot elibera în schimb o foaie de hârtie care să detalieze numele persoanei, numărul documentului de călătorie și data și locul intrării. Cu toate acestea, în practică, oficialii de frontieră nu ștampilează întotdeauna documentele de călătorie ale călătorilor, așa cum este prevăzut de lege. Dacă o persoană care ar fi trebuit să primească o ștampilă de intrare nu o poate prezenta nici la cererea unui ofițer de aplicare a legii, nici la ieșirea din Spațiul Schengen către un oficial de frontieră, ofițerul poate presupune că persoana a stat ilegal în Spațiul Schengen și o poate expulza, cu excepția cazului în care persoana poate demonstra folosind dovezi credibile (cum ar fi bilete de transport și chitanțe de cazare) că nu a depășit durata permisă a șederii în Spațiul Schengen.
Deși, conform regulilor UE, cetățenii din țări terțe care dețin permise de ședere nu ar trebui să aibă documentele de călătorie ștampilate, Franța solicită totuși cetățenilor din țări terțe care dețin un visa de long séjour valant titre de séjour (o viză de ședere lungă care servește și ca permis de ședere pentru până la un an) să primească o ștampilă de pașaport la prima lor intrare în Spațiul Schengen ca parte a procesului de validare a vizei ca permis de ședere; fără o ștampilă de intrare, procesul nu poate fi finalizat.
Cetățenii din țări terțe care îndeplinesc toate criteriile de admitere în Spațiul Schengen nu trebuie să fie refuzați pentru singurul motiv că nu mai există spațiu liber în documentul lor de călătorie pentru a aplica o ștampilă; în schimb, ștampila trebuie aplicată pe o foaie separată de hârtie.
Ștampilele de intrare și ieșire sunt aplicate cu cerneală neagră, cu excepția ștampilei roșii cu data și a unui cod de securitate de două cifre în centru. Codul de securitate de două cifre trebuie schimbat cel puțin o dată pe lună, deși unele țări Schengen (cum ar fi Grecia) schimbă codurile de securitate zilnic. Ștampilele poartă abrevierea țării într-un cerc de stele în colțul din stânga sus, numele punctului de trecere a frontierei de intrare/ieșire în alfabetul latin în partea de jos și o pictogramă în colțul din dreapta sus pentru a indica modul de intrare/ieșire. Sub numele punctului de trecere a frontierei se află un număr de identificare – se ține un registru al identității ofițerului de frontieră căruia i s-a atribuit o anumită ștampilă la un moment dat. Ștampilele de intrare sunt dreptunghiulare și au o săgeată spre un pătrat, în timp ce ștampilele de ieșire sunt dreptunghiulare cu colțuri rotunjite și au o săgeată dinspre un pătrat. Ștampilele nu indică nicio durată maximă permisă de ședere.
Gardienii de frontieră sunt obligați să asigure stocarea sigură a ștampilelor de pașaport în seifuri încuiate între schimburi. Posturile de frontieră sunt sfătuite să stabilească responsabilități și instrucțiuni clare pentru distribuirea și utilizarea ștampilelor de pașaport.
Conform recomandărilor și liniilor directoare ale Comisiei Europene, ștampilele trebuie aplicate în documentele de călătorie de către oficialii de frontieră în felul următor:
- în ordine cronologică
- în poziție orizontală
- într-un mod clar și drept (adică cu suficientă cerneală și nu peste marginea unei pagini)
- ștampila de ieșire trebuie aplicată în apropierea ștampilei de intrare
- nicio ștampilă nu trebuie aplicată peste o altă ștampilă sau peste zona citibilă mecanic a unei vize
- dacă documentul de călătorie conține o viză Schengen cu o singură intrare, ștampila trebuie aplicată peste marginea vizei, dar fără a afecta lizibilitatea condițiilor și caracteristicilor de securitate ale vizei
- dacă documentul de călătorie conține o viză Schengen cu intrări multiple, ștampila trebuie aplicată pe pagina din fața celei pe care este aplicată viza

Dacă un cetățean dintr-o țară terță este refuzat la intrarea în Spațiul Schengen, oficialul de frontieră este obligat să aplice o ștampilă de intrare în documentul de călătorie, să anuleze ștampila printr-o cruce indelebilă cu cerneală neagră și să scrie litera corespunzătoare motivului refuzului de intrare în partea dreaptă a ștampilei anulate.

În schimb, dacă un oficial de frontieră a aplicat o ștampilă într-un document de călătorie din greșeală (spre deosebire de un refuz de intrare), ștampila poate fi anulată prin trasarea a două linii paralele prin colțul din stânga sus.

Design uniform al ștampilelor de pașaport ale statelor membre Schengen
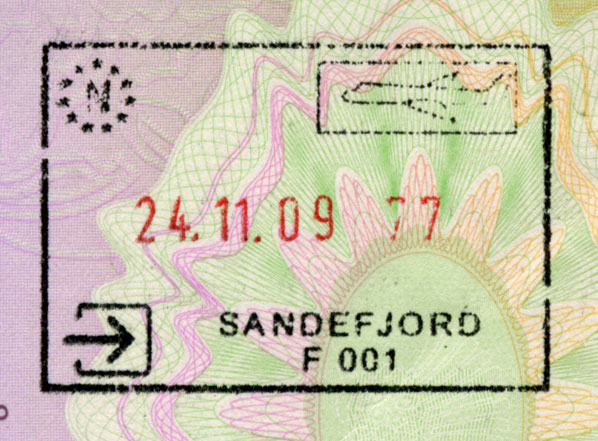
Ștampilă de intrare pentru călătorie aeriană, emisă la Aeroportul Sandefjord din Norvegia
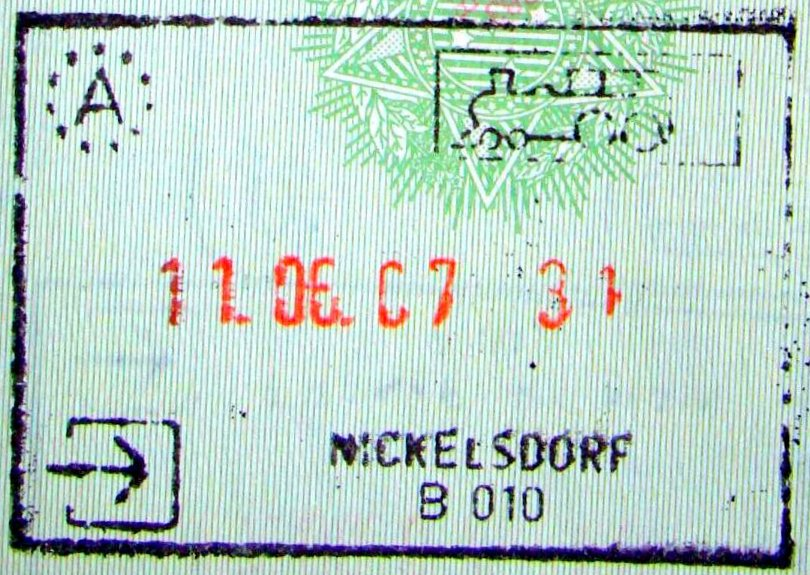
Ștampilă de intrare pentru călătorie feroviară, emisă la Nickelsdorf la granița austro-ungară înainte ca Ungaria să adere la Spațiul Schengen
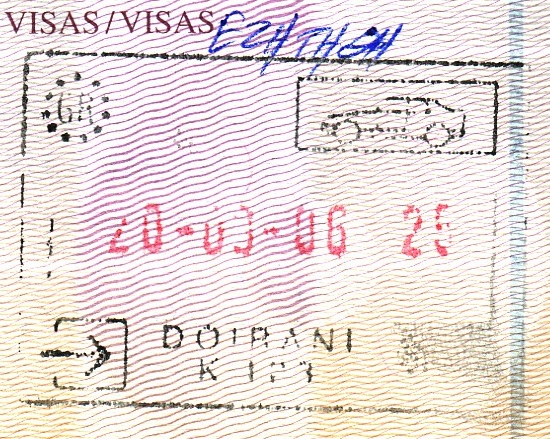
Ștampilă de intrare pentru călătorie rutieră, emisă la Doirani la granița greco-macedoneană
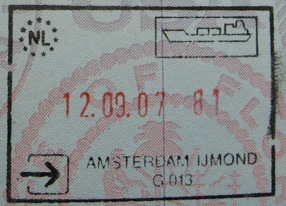
Ștampilă de intrare pentru călătorie cu feribotul, emisă la portul Amsterdam IJmond din Țările de Jos
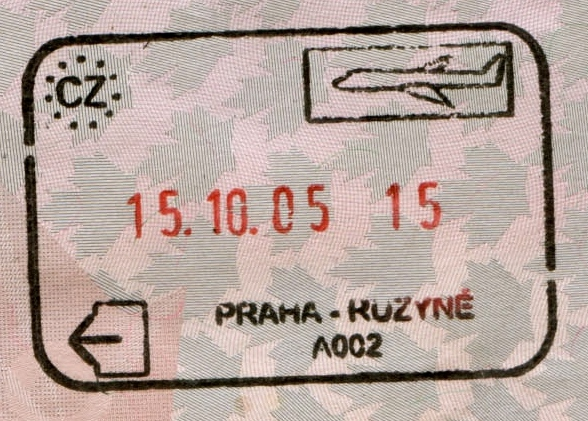
Ștampilă de ieșire pentru călătorie aeriană, emisă la Aeroportul Praga Ruzyně din Cehia
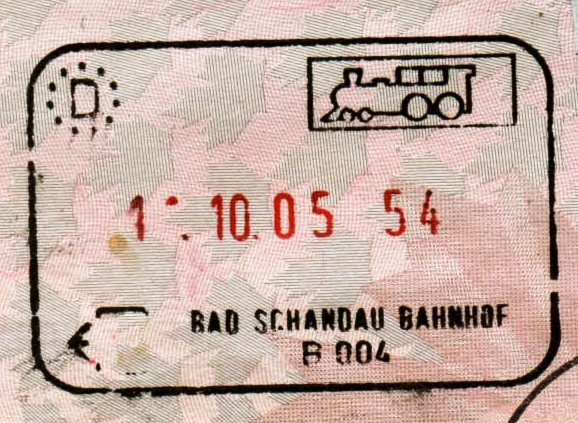
Ștampilă de ieșire pentru călătorie feroviară, emisă la Bad Schandau la granița ceho-germană înainte ca Cehia să adere la Spațiul Schengen
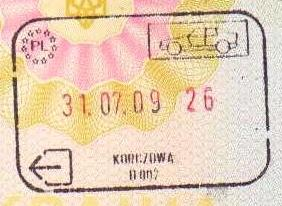
Ștampilă de ieșire pentru călătorie rutieră, emisă la Korczowa la granița polono-ucraineană
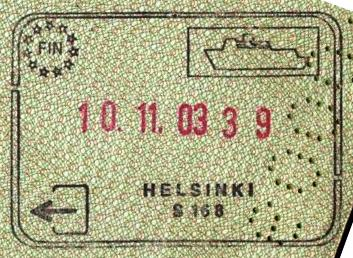
Ștampilă de ieșire pentru călătorie cu feribotul, emisă la portul Helsinki din Finlanda

### Șederi care depășesc 90 de zile
Pentru șederi în Spațiul Schengan în întregime care depășesc 90 de zile, un cetățean dintr-o țară terță va trebui să dețină fie un viză de ședere lungă pentru o perioadă nu mai mare de un an, fie un permis de ședere pentru perioade mai lungi. O viză de ședere lungă este o viză națională, dar este emisă în conformitate cu un format uniform. Aceasta îi conferă deținătorului dreptul de a intra în Spațiul Schengan și de a rămâne în statul emitent pentru o perioadă mai mare de 90 de zile, dar nu mai mult de un an. Dacă un stat Schengan dorește să permită deținătorului unei vize de ședere lungă să rămână acolo mai mult de un an, statul trebuie să-i emită un permis de ședere.
Deținătorul unei vize de ședere lungă sau al unui permis de ședere are dreptul de a se deplasa liber în alte state care compun Spațiul Schengan pentru o perioadă de până la trei luni în orice jumătate de an. Cetățenii din țări terțe care sunt rezidenți pe termen lung într-un stat Schengan pot dobândi, de asemenea, dreptul de a se muta și de a se stabili în alt stat Schengan fără a-și pierde statutul legal și beneficiile sociale.
Solicitanții de azil care solicită protecție internațională în conformitate cu Convenția de la Geneva de la un stat membru Schengan nu primesc un permis de ședere, ci în schimb li se eliberează, în termen de trei zile de la depunerea cererii, o autorizație de ședere pe teritoriul statului membru în timp ce cererea este în curs de examinare. Aceasta înseamnă că, în timp ce cererea lor pentru statut de refugiat este procesată, solicitanții de azil sunt permisi să rămână doar în statul membru Schengan unde au solicitat azil și nu au dreptul de a se deplasa liber în alte state care compun Spațiul Schengan. Solicitanții care au primit protecție internațională de la un stat membru Schengan primesc permise de ședere valabile pentru cel puțin trei ani și care pot fi reînnoite, în timp ce solicitanții care au primit protecție subsidiară de la un stat membru Schengan primesc permise de ședere valabile pentru cel puțin un an și care pot fi reînnoite, cu excepția cazurilor în care există motive imperioase legate de securitatea națională sau ordinea publică. Membrii familiei beneficiarilor de protecție internațională sau subsidiară de la un stat membru Schengan primesc, de asemenea, permise de ședere, dar valabilitatea acestora poate fi mai scurtă. Solicitanții care au primit protecție temporară de la un stat membru Schengan (precum și membrii familiilor lor reunitate) primesc permise de ședere valabile pentru întreaga perioadă de protecție temporară.
Cu toate acestea, unor cetățeni din țări terțe li se permite să rămână în Spațiul Schengan pentru mai mult de 90 de zile fără a fi nevoie să solicite o viză de ședere lungă. De exemplu, Franța nu solicită cetățenilor Andorrei, Monacoului, San Marinoului și Vaticanului să solicite o viză de ședere lungă. În plus, articolul 20(2) din Convenția de aplicare a Acordului Schengan permite acest lucru „în circumstanțe excepționale” și ca acordurile bilaterale încheiate de statele semnatare individuale cu alte țări înainte de intrarea în vigoare a Convenției să rămână aplicabile. Ca urmare, de exemplu, cetățenii Noii Zeelande sunt permisi să rămână până la 90 de zile în _fiecare_ dintre țările Schengan (Austria, Belgia, Cehia, Danemarca, Finlanda, Franța, Germania, Grecia, Islanda, Italia, Luxemburg, Țările de Jos, Norvegia, Polonia, Portugalia, Spania, Suedia și Elveția) care au încheiat deja acorduri bilaterale de scutire de viză cu Guvernul Noii Zeelande înainte de intrarea în vigoare a Convenției, fără a fi nevoie să solicite vize de ședere lungă, dar dacă călătoresc în alte țări Schengan, se aplică limita de 90 de zile într-o perioadă de 180 de zile.

### Condiții de intrare pentru membrii familiilor cetățenilor SEE și elvețieni
Cetățenii din țări terțe care sunt membri ai familiilor cetățenilor SEE și elvețieni care își exercită dreptul la liberă circulație și care dețin un permis de ședere pentru membru al familiei unui cetățean al Uniunii emis de țara gazdă SEE pot vizita un alt stat membru SEE sau Elveția fără viză pentru o ședere scurtă de până la trei luni în fiecare stat membru. Un „membru al familiei” este definit ca soțul/partenerul, oricare dintre copiii lor sub 21 de ani sau persoane aflate în întreținere (inclusiv cele ale soțului/partenerului) și părinții aflați în întreținere (inclusiv cei ai soțului/partenerului).
Deținătorii unui permis de ședere pentru membru al familiei unui cetățean al Uniunii emis de un stat membru Schengen pot călători în alt stat membru Schengen fără viză, indiferent dacă călătoresc independent sau își însoțesc sau se alătură membrului familiei lor cetățean SEE/elvețian. Cu toate acestea, deținătorii unui permis de ședere pentru membru al familiei unui cetățean al Uniunii emis de Bulgaria, Cipru, Irlanda și Marea Britanie pot călători în Spațiul Schengen fără viză doar dacă își însoțesc sau se alătură membrului familiei lor cetățean SEE/elvețian. Cetățenii britanici au avut până la 30 iunie 2021 pentru a solicita acest permis.
Dacă membru familiei care nu este cetățean SEE este un cetățean din Anexa I care se prezintă la graniță fără un permis de ședere pentru membru al familiei unui cetățean al Uniunii și fără o viză de intrare, dar poate dovedi legăturile de familie cu cetățenii SEE/elvețieni prin alte mijloace, atunci o viză trebuie emisă la graniță gratuit și intrarea trebuie permisă.
Cu toate acestea, începând cu decembrie 2008, dreptul de intrare al membrilor familiilor cetățenilor SEE/elvețieni prevăzut în articolele 5(2) și 5(4) din Directiva 2004/38/CE a fost transpus incorect în legislația belgiană, letonă și suedeză și nu a fost transpus deloc de Austria, Danemarca, Estonia, Italia, Lituania, Germania și Slovenia. Cinci state membre nu respectă Directiva, astfel încât membrii familiilor care nu sunt cetățeni SEE pot încina să se confrunte cu dificultăți (refuzul de îmbarcare din partea companiei de transport, refuzul de intrare din partea poliției de frontieră) atunci când călătoresc în acele state folosind permisul de ședere emis de un alt stat membru al UE. Poate fi încă necesară o viză sau alte documente.

### Traficul local la frontierele externe
Statele Schengen care împart o frontieră terestră externă cu un stat non-membru al UE sunt autorizate prin Regulamentul UE 1931/2006 să încheie sau să mențină acorduri bilaterale cu țări terțe vecine în scopul implementării unui regim de trafic local la frontieră. Astfel de acorduri definesc o zonă de frontieră care se poate extinde până la maximum 50 kilometri (31 mi) de fiecare parte a frontierei și prevăd emiterea de permise de trafic local la frontieră pentru rezidenții zonei de frontieră. Permisele pot fi folosite pentru a traversa frontiera externă a UE în zona de frontieră, nu sunt ștampilate la traversarea frontierei și trebuie să afișeze numele și fotografia deținătorului, precum și o mențiune că deținătorul nu este autorizat să se deplaseze în afara zonei de frontieră și că orice abuz va fi sancționat.
Permisele sunt emise cu o valabilitate între unu și cinci ani și permit o ședere în zona de frontieră de până la trei luni. Permisele pot fi emise doar rezidenților legali ai zonei de frontieră care au locuit în această zonă timp de minimum un an (sau mai mult, dacă este specificat în acordul bilateral). Solicitanții unui permis trebuie să demonstreze că au motive legitime pentru a traversa frecvent o frontieră terestră externă în cadrul regimului de trafic local. Statele Schengen trebuie să mențină un registru central al permiselor emise și trebuie să ofere acces imediat la datele relevante altor state Schengen.
Deținătorii permiselor de trafic local la frontieră pot petrece până la 3 luni _de fiecare dată_ când intră în zona de frontieră a țării care a emis permisul (această limită de timp este mult mai generoasă decât „90 de zile într-o perioadă de 180 de zile” acordată în mod obișnuit cetățenilor din țări terțe care vizitează Spațiul Schengen).
Înainte de încheierea unui acord cu o țară vecină, statul Schengen trebuie să primească aprobarea de la Comisia Europeană, care trebuie să confirme că proiectul de acord este conform cu Regulamentul. Acordul poate fi încheiat doar dacă țara vecină acordă cel puțin drepturi reciproce cetățenilor SEE și elvețieni rezidenți pe partea Schengen a zonei de frontieră și acceptă repatrierea persoanelor care abuzează de acordul de frontieră.
Zece acorduri de trafic local au intrat în vigoare:
- Ungaria–Ucraina din ianuarie 2008.[286]
- Slovacia–Ucraina din septembrie 2008.[286]
- Polonia–Ucraina în iulie 2009.[286]
- România–Republica Moldova din octombrie 2010.[286]
- Letonia–Belarus din februarie 2012.[287]
- Norvegia–Rusia din mai 2012.[288]
- Polonia–Rusia (Zona Kaliningrad) din iulie 2012[289] (suspendat din iulie 2016)[290]
- Letonia–Rusia din iunie 2013.[291]
- România–Ucraina din mai 2015.[288]
- Un acord între Croația–Bosnia și Herțegovina este aplicat provizoriu, în așteptarea ratificării.[288]

La data de 28 aprilie 2014, Republica Moldova a fost clasificată ca o naționalitate din „Anexa II”. La data de 11 iunie 2017, Ucraina a fost clasificată ca o naționalitate din „Anexa II”. Prin urmare, cetățenii moldoveni și ucraineni care dețin pașapoarte biometrice nu mai au nevoie de viză pentru a intra în Spațiul Schengen, eliminând astfel necesitatea de a solicita un permis de trafic local la frontieră (cu excepția cazului în care doresc să rămână mai mult de 90 de zile într-o perioadă de 180 de zile permisă de scutirea de viză, având în vedere că deținătorii permiselor de trafic local la frontieră au voie să rămână 3 luni în zona de frontieră la fiecare intrare).
Există sau au existat planuri pentru acorduri de trafic local la frontieră între Lituania–Rusia, Polonia–Belarus, Bulgaria–Serbia și Bulgaria–Macedonia de Nord.  Acordul dintre Polonia și Belarus trebuia să intre în vigoare până în 2012, dar a fost amânat de Belarus, fără o dată de implementare stabilită (în octombrie 2012).
La sfârșitul anului 2009, Norvegia a început să emită vize multiple pe un an, fără cerința obișnuită de a avea familie sau un partener de afaceri în Norvegia, numite „Vize Pomor”, pentru cetățenii ruși din Regiunea Murmansk, iar mai târziu pentru cei din Regiunea Arhanghelsk. Finlanda nu plănuiește permise de frontieră, dar a emis peste un milion de vize obișnuite pentru ruși în 2011, multe dintre ele fiind vize multiple. UE plănuia să permită vize multiple cu o valabilitate de până la 5 ani pentru ruși.
Există, de asemenea, un sistem similar pentru permisele de trafic local la frontieră între Spania și Maroc în ceea ce privește Ceuta și Melilla. Acest sistem este mai vechi și a fost inclus în tratatul de aderare al Spaniei la Spațiul Schengen din 1991. În acest caz, există controale de identitate pentru oricine călătorește către alte părți ale Spațiului Schengen (posibil doar cu barca și avionul). Astfel de controale nu sunt regula pentru alte zone de trafic local la frontieră.

### Statele din Balcanii de Vest
Cetățenii Albaniei, Bosniei și Herțegovinei, Kosovo, Muntenegrului, Macedoniei de Nord și Serbiei pot intra în Spațiul Schengen fără viză. La 30 noiembrie 2009, Consiliul UE al Miniștrilor de Interne și Justiție a eliminat cerințele de viză pentru cetățenii Muntenegrului, Macedoniei de Nord și Serbiei, iar la 8 noiembrie 2010 a făcut același lucru pentru Albania și Bosnia și Herțegovina. Prima decizie a intrat în vigoare la 19 decembrie 2009, iar cea de-a doua la 15 decembrie 2010.
Negocierile de liberalizare a vizelor între UE și Balcanii de Vest (cu excepția Kosovo) au fost demarate în prima jumătate a anului 2008 și au fost încheiate în 2009 (pentru Muntenegru, Macedonia de Nord și Serbia) și 2010 (pentru Albania și Bosnia și Herțegovina). Înainte ca vizele să fie eliminate complet, țările din Balcanii de Vest (Albania, Bosnia și Herțegovina, Muntenegru, Macedonia de Nord și Serbia) au semnat „acorduri de facilitare a vizelor” cu statele Schengen în 2008. Acordurile de facilitare a vizelor trebuiau, la acea vreme, să scurteze perioadele de așteptare, să reducă taxele pentru vize (inclusiv vize gratuite pentru anumite categorii de călători) și să simplifice birocrația. În practică, însă, noile proceduri s-au dovedit a fi mai lungi, mai complicate, mai costisitoare, iar mulți oameni s-au plâns că era mai ușor să obții vize înainte ca acordurile de facilitare să intre în vigoare.
Comisia Europeană a demarat un dialog de liberalizare a vizelor cu Kosovo la 19 ianuarie 2012. În iunie 2012, Comisia a predat autorităților kosovare un plan de acțiune pentru liberalizarea vizelor, care identifica legislația și măsurile instituționale pe care Kosovo trebuia să le adopte și să le implementeze pentru a avansa către liberalizarea vizelor. La 4 mai 2016, Comisia Europeană a propus călătoriile fără viză pentru cetățenii Kosovo. Comisia Europeană a propus Consiliului Uniunii Europene și Parlamentului European să elimine cerințele de viză pentru cetățenii Kosovo prin transferarea Kosovo pe lista scutită de vize pentru șederi scurte în Spațiul Schengen. UE a aprobat scutirea de viză pentru naționalii Kosovo, care a intrat în vigoare la 1 ianuarie 2024.

### Riscuri pentru securitatea națională
Ungaria permite intrarea în Spațiul Schengen pentru persoane din țări precum Belarus și Rusia cu un control de securitate limitat, ceea ce reprezintă un risc pentru securitatea națională a Spațiului Schengen.

## Cooperarea judiciară

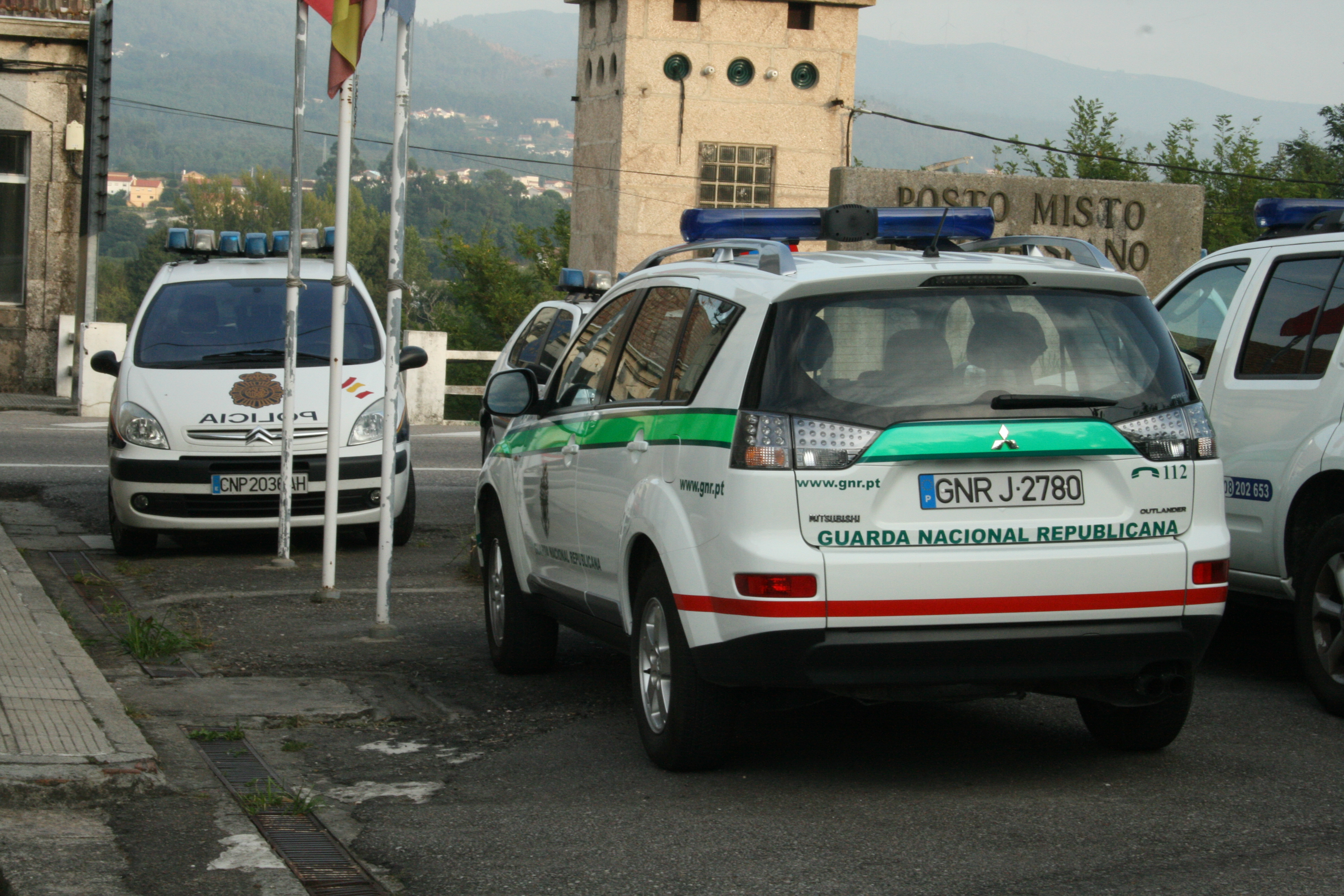
Vehicule ale poliției spaniole și portugheze la centrul de cooperare dintre Spania și Portugalia

Pentru a contracara potențialele efecte negative ale eliminării controalelor la frontieră asupra imigrației nedocumentate și a criminalității transfrontaliere, acquis-ul Schengen include măsuri compensatorii de cooperare polițienească și judiciară. Principalul instrument în acest sens este Sistemul Informatic Schengen (SIS), o bază de date operată de toate statele UE și Schengen, care până în ianuarie 2010 conținea peste 30 de milioane de intrări, iar până în ianuarie 2014 depășea 50 de milioane de intrări, conform unui document publicat în iunie 2015 de Consiliul Uniunii Europene. Aproximativ 1 milion dintre aceste intrări se referă la persoane, 72% dintre acestea nefiind autorizate să intre și să rămână în Spațiul Schengen. Doar 7% dintre persoanele înregistrate în baza de date SIS erau persoane dispărute.
Marea majoritate a intrărilor de date în SIS, aproximativ 49 de milioane, se referă la obiecte pierdute sau furate. Consiliul European raportează că, în 2013, în medie 43 de vehicule furate pe zi au fost detectate de autorități folosind baza de date SIS.
O listă a autorităților UE cu acces la SIS este publicată anual în Jurnalul Oficial al Uniunii Europene. La data de 24 iunie 2015, 235 de autorități puteau folosi baza de date SIS. Baza de date SIS este gestionată operațional de eu-LISA.
Acordul Schengen permite, de asemenea, ofițerilor de poliție dintr-un stat participant să urmărească suspecți peste granițe atât în cadrul urmăriri imediate, cât și pentru a continua operațiunile de observație, precum și pentru o asistență reciprocă sporită în materie penală.
Convenția Schengen conținea, de asemenea, măsuri menite să simplifice extrădarea între țările participante, însă acestea au fost acum incluse în sistemul Mandatul European de Arestare.

## Baza legală

### Dispoziții în tratatele Uniunii Europene
Baza legală pentru Schengen în tratatele Uniunii Europene a fost introdusă în Tratatul de instituire a Comunității Europene prin articolul 2, punctul 15 din Tratatul de la Amsterdam. Acesta a introdus un nou titlu intitulat „Vize, azil, imigrare și alte politici legate de libera circulație a persoanelor” în tratat, numerotat în prezent ca Titlul IV și cuprinzând articolele 61-69. Tratatul de la Lisabona modifică substanțial dispozițiile articolelor din titlu, redenumește titlul în „Spațiul de libertate, securitate și justiție” și îl împarte în cinci capitole, numite „Dispoziții generale”, „Politici privind controalele la frontieră, azilul și imigrarea”, „Cooperarea judiciară în materie civilă”, „Cooperarea judiciară în materie penală” și „Cooperarea polițienească”.

### Acordul Schengen și Convenția Schengen
Spațiul Schengen a avut inițial baza sa legală în afara Comunității Economice Europene de atunci, fiind înființat de un subgrup de state membre ale Comunității prin două acorduri internaționale:
- **Acordul Schengen din 1985** – Acord între Guvernele Statelor Uniunii Economice Benelux, Republica Federală Germania și Republica Franceză privind abolirea treptată a controalelor la frontierele lor comune.
- **Convenția Schengen din 1990** – Convenție de aplicare a Acordului Schengen din 14 iunie 1985 între Guvernele Statelor Uniunii Economice Benelux, Republica Federală Germania și Republica Franceză privind abolirea treptată a controalelor la frontierele lor comune.

La incorporarea în corpul principal al legislației Uniunii Europene prin Tratatul de la Amsterdam, Acordul Schengen și Convenția Schengen au fost publicate în Jurnalul Oficial al Comunităților Europene printr-o decizie a Consiliului Miniștrilor. Ca urmare, Acordul și Convenția pot fi modificate prin regulamente.